# وليام ستيرن
وليام توماس ستيرن (بالإنجليزية: William Thomas Stearn)‏ (16 أبريل 1911 - 9 مايو 2001) عالم نبات بريطاني. وُلد في كامبريدج عام 1911، تعلّم ذاتياً إلى حدٍ كبير، اهتم مبكرا بالكتب وبالتاريخ الطبيعي. كانت تجربة العمل الأولى له في مكتبة كامبردج، شغل منصب مساعد في قسم علم النبات الجامعي. تزوّج من إلدويث روث ألفورد في سن ال 29، والتي أصبحت لاحقاً مساعدته. توفي في لندن عام 2001، تاركاً أرملته وثلاثة أطفال.
أثناء وجوده في المكتبة عُرض عليه منصب أمين مكتبة في الجمعية البستانية الملكية في لندن (1933–1952). انتقل من هناك إلى متحف التاريخ الطبيعي كمسؤول علمي في قسم علم النبات (1952-1976). واصل العمل هناك بعد تقاعده، بالإضافة إلى عمله في عدد من الهيئات المهنية ذات الصلة بعمله، بما في ذلك جمعية لينيان، والتي رأسها لاحقا. قام أيضًا بتدريس علم النبات في جامعة كامبريدج كأستاذ زائر (1977-1983).
اشتهر ستيرن بكتاباته في التصنيف والتاريخ النباتي، وخاصةً كتب النباتات الكلاسيكية، ورسومات النباتات ودراساته للعالم السويدي كارل لينيوس. من أشهر كتبه قاموس معجم أسماء نباتات الحديقة، وهو دليل شهير للأسماء العلمية للنباتات، وكتابه اللاتينية النباتية للعلماء.
حصل ستيرن على العديد من الأوسمة على عمله، في بريطانيا وخارجها، وحصل على لقب قائد من رتبة الإمبراطورية البريطانية (CBE) عام 1997. ونظراً لكونه أحد أبرز علماء النبات البريطانيين في عصره، فقد تم تخليد ذكره من خلال جائزة باسمه تصدرها جمعية التاريخ الطبيعي، وأيضا من خلال تسمية لمستنبت من نوعية أبيمديوم ، وهو واحد من عدة اجناس أنتج عنها دراسات. كان ستيرن هو السلطة النباتية لأكثر من 400 من النباتات التي سماها ووصفها.

## حياته

### مرحلة الطفولة
وُلد وليام توماس ستيرن في 37 سبرينجفيلد رود، تشيسترتون، كامبريدج، إنجلترا، في 16 أبريل 1911، كان أكبر الأبناء الأربع لوالديه توماس ستيرن (1871 أو 1872-1922) وإيلين («نيلي») كدي (1886-1986). عمل والده كمدرب لدى طبيب في كامبريدج. كانت تشيسترتون آنذاك قرية على الضفة الشمالية لنهر كام، على بعد حوالي ميلين شمال وسط مدينة كامبريدج. كان تعليم وليام ستيرن المبكر في مدرسة مجلس ميلتون رود جونيور. على الرغم من عدم وجود أي خلفية علمية لعائلتة (كان يتندر بذكر أن جده كان صائد الفئران في الجامعة) إلا أنه، وفي سن مبكرة، طور اهتمامًا كبيرًا بالتاريخ الطبيعي وتعلقا بالكتب. كان يمضى عطلاته المدرسية في مزرعة سوفولك التابعة لعمه، حيث كان يرعى الأبقار على جانب الطريق. هنالك لاحظ الزهور البرية في الأحراج والحقول. توفي والد ستيرن فجأة في عام 1922 عندما كان ستيرن في الحادية عشرة من عمره فقط، تاركًا لعائلته، من الطبقة العاملة، مصاعب مالية. فأرملته (والدة ستيرن) لم تحصل وقتها على معاش تقاعدي.
في تلك السنة، نجح وليام ستيرن في الحصول على منحة للدراسة في ثانوية كامبردج للبنين المحلية في شارع هليز رود، على مقربة من الحديقة كامبريدج النباتية، حيث درس فيها لثماني سنوات إلى أن بلغ 18. وكانت سمعة المدرسة مميزة في تعليم البيولوجيا. وخلال تواجده بها، حظي بتشجيع من السيد إيستوود، أستاذ علم الأحياء الذي ادرك مواهبه. واكتسب من المدرسة تعليم جيد جدا للغتين اللاتينية واليونانية. وأصبح أمينًا لجمعية التاريخ الطبيعي في المدرسة، وفاز بجائزة كتابة مقال من الجمعية الملكية لحماية الطيور وقضى معظم وقته في الحديقة النباتية. اكتسب ستيرن خبرة مميزة بالبستنة من خلال العمل كصبي بستاني خلال إجازاته المدرسية، محاولا دعم دخل الأسرة.
داوم ستيرن على متابعة محاضرات مسائية عن علم النباتات القديمة والتي كان يقدمها كل من ألبرت سيوارد (رئيس علم النبات في جامعة كامبريدج 1906-1936)، وهاري جودوين ‏. أعجب سيوارد جدا باندفاع وفهم شتيرن، وأتاح له الوصول إلى المعشبة في كلية علم النبات (الآن قسم علوم النبات) حيث سمح له بالعمل هناك كمساعد باحث غير متفرغ. لاحقا، منح سيوارد أيضًا ستيرن إمكانية الوصول إلى مكتبة جامعة كامبريدج لمتابعة أبحاثه.

### مرحلة متقدمة
اكتسب ستيرن علومه بشكل ذاتي إلى حد كبير وعملت والدته الأرملة بجد لدعمه أثناء وجوده في المدرسة ولكنها لم تستطع تحمل عبء ونفقات التعليم الجامعي، حيث لم تكن هناك منح متاحة في ذلك الوقت. عندما لم يكن في مدرسة علم النبات، كان يحضر دروسا مسائية لتنمية المهارات اللغوية والبيبلوغرافية. وشملت المواد والدروس التي تابعها اللغة الألمانية والأدب الكلاسيكي. لإعالة نفسه وأسرته، حصل على أول عمل له، وهو في سن 18، عام 1929، رغم أنها كانت سنة بمعدلات بطالة مرتفعة. كان يعمل بائعًا متفرغًا للكتب الأثرية وكاتبًا في قسم الكتب المستعملة في مكتبة باوز وباوز (Bowes &amp; Bowes)، بين عامي 1929 و 1933 حيث كان قادرًا على متابعة شغفه بالببليوغرافيا خلال فترة عمله هناك، قضى معظم أوقات الغداء والأمسيات وعطلات نهاية الأسبوع في مدرسة النبات والحديقة النباتية. كان هذا في وقت ازدهر فيه علم النبات في كامبريدج تحت قيادة سيوارد وهامفري جيلبرت كارتر ‏. 
في 3 أغسطس 1940، تزوج من إلدويث روث ألفورد (1910–2013)، ورزق بولد وابنتان تعاونوا معه وساعدوه في الكثير من أعماله. زوجته روث الفورد كانت معلمة في مدرسة ثانوية من تافيستوك في ديفون، وهي ابنة روجر رايس ألفورد واعظ ميثوديست وعمدة تافيستوك. عندما تم الإعلان عن خطبتهم في التايمز ، سُعد ستيرن جدًا برؤية وصفه بأنه «زميل جمعية الكتان»، وهو خطأ مطبعي لجمعية لينيان. نشأ ستيرن نشأة أنجليكانية، وكان معترضا ضميريا وبعد الحرب العالمية الثانية أنضم للكويكرز. في سنواته الأخيرة، بعد التقاعد الرسمي في عام 1976 واصل العيش في كيو، ريتشموند. الفقرة التي تذكره في هوز هو Who's Who تدرج اهتماماته تحت بنود «البستنة والثرثرة».  توفي في 9 مايو 2001 بسبب الالتهاب الرئوي في مستشفى كينغستون، كينجستون، في سن 90. عقدت جنازته في 18 مايو في محرقة مورتليك. ترك خلفه أرملة وثلاثة أطفال (روجر توماس ستيرن، مارغريت روث ستيرن وهيلين إليزابيث ستيرن) وعقارًا بقيمة 461,240 جنيه إسترليني. عاشت زوجته، التي احتفل بعيد ميلادها المائة في جمعية ليني في عام 2010، إلى أن وصلت إلى سن 103.
كان البروفيسور ستيرن معروفًا بمعرفته الموسوعية، وعلمه، وخفة دمه وكرمه بوقته ومعرفته، حيث كان دائمًا على استعداد للمساهمة والمساعدة في عمل الآخرين. كان لديه توجه دائم للمرح وكان يشتهر بحكاياته أثناء إلقاء المحاضرات، بينما يذكر زملاؤه أنه "كان لديه عبقرية سعيدة للصداقة". تم وصفه بأنه ذو شخصية مذهلة، "رجل صغير، وجهه الوردي يعلوه حفنة من الشعر الأبيض"، وحصل على لقب "Wumpty" بسبب توقيعه "W. T. Stearn" ".

## مهنة

### سنوات كامبريدج (1929م-1933م)
أثناء عمله في المكتبة، قام بتكوين صداقات كثيرة مع علماء النبات في كامبريدج وشاركهم أنشطتهم، بما في ذلك رحلات استكشاف النباتات. بالإضافة إلى البروفيسور سيوارد، كان من بين من أثروا به عالم التشكل الحيوي أغنيس آربر، همفري جيلبرت كارتر، أول مدير علمي للحديقة النباتية، وجون جيلمور، ثم أمين معهد الأعشاب بالجامعة ومدير الحديقة لاحقًا (1951-1973) وعالم البستنة باولز (1865-1954)، الذي أصبح راعياً له، هاري جودون، كان زميله وقتهاثم أصبح أستاذ لاحقًا وتوم توتن الذي كان يعمل مع سيوارد في ذلك الوقت. أعطاه سيوارد مرافق بحثية كاملة في المعشبة. وأكمل عمله البحثي، حيث زار الحدائق النباتية الملكية، كيو، في عام 1930، وهو عمر يناهز 19 عامًا، وقضى أيضًا أسبوعين في معشبة متحف التاريخ الوطني في باريس، بمساعدة منحة قدرها 15 جنيهًا إسترلينيًا من الجمعية الملكية لدراسة الأبيمديون. وفي عام 1930، عقد المؤتمر الدولي الخامس للنباتات في كامبريدج، فتمكن ستيرن من الحضور. خلال هذا الوقت، كان يتنقل بين المكتبة ومدرسة علم النبات والحديقة النباتية والمنزل بالدراجة، التي كانت وسيلة النقل المفضلة لديه طوال حياته.

### مكتبة ليندلي، الجمعية البستانية الملكية (1933م-1952م)
في عام 1933، كان من المقرر تقاعد هوتشينسون (أمين مكتبة ليندلي، الجمعية البستانية الملكية (RHS) في لندن). قام جون جيلمور، مساعد المدير في حدائق كيو، وبولز، نائب رئيس الجمعية، بترشيح اسم ستيرن. كان ستيرن في الثانية والعشرين من عمره عندما بدأ العمل في المكتبة، كمساعد أمين مكتبة في البداية، قبل أن يتولي المنصب الذي شغر بغياب هتشينسون بستة أشهر. ستيرن أعلن أن تعيينه في مثل هذه السن المبكرة كان نتيجة للحرب العالمية الأولى: «كل الأشخاص الذين كان يجب أن يكون لديهم هذه الوظائف قد ماتوا». وتعاون هناك مع باولز في عدد من الدراسات النباتية، مثل Bowles ' Handbook of Crocus وعملهم على Anemone japonica (Anemone hupehensis var. japonica)، والذي كتب في عام 1947، ولا يزال يعتبر واحدًا من أكثر المراجع شمولية لأصول وتسميات شقائق النعمان المتفتح. كان ستيرن واحدًا من آخر الأشخاص الذين شاهدوا باولز على قيد الحياة، وعندما توفي باولز، كتب ستيرن مقالا تقديراً له، وعمل لاحقًا على إدخال اسم باولز إلى قاموس أكسفورد للسيرة الوطنية. قضى الكثير من وقت فراغه في الدراسة في حدائق كيو.
تأسست مكتبة ليندلي في عام 1868، وهي أكبر مكتبة للبستنة في العالم وسُميت على اسم عالم النبات البريطاني جون ليندلي (1799-1865)، من خلال الاستحواذ على مجلدات ليندلي البالغ عددها 1300 مجلد بعد وفاته. ومرت لاحقا بتغييرات ضخمة. في عام 1930، تم نقل المكتبة إلى طابق جديد تم إضافته إلى مقر فينسنت سكوير، ولكن تم تقليل دور وفعالية المكتبة إلى حد ما. تم تعيين فريدريك تشيتيندين أمينا للمكتبة (1930-1939)، ولم يكن هنالك مسؤول مباشر لهاتشينسون. قال ستيرن أنه عندما أبلغ هاتشينسون عن بدءه العمل، تفاجئ هاتشينسون، إذ أنه لم يكن يعلم بتعيين مساعد جديد له.
كان ليندلي واحداً من الذين ألهموا ستيرن، كما أنه كان أمين مكتبة وله علاقة طويلة بـالجمعية البستانية الملكية. ترك ليندلي أعشابه وكتبه إلى جامعة كامبريدج، والتي أصبحت مجموعة ليندلي. علق ستيرن قائلا: «تعرفت على منشوراته العديدة وأعجبت بتصنيعه والمثابرة والقدرة التي تعهد بها بنجاح لأشياء كثيرة مختلفة». لاحقا، نشر ستيرن كتابًا عن حياة ليندلي وعمله. كانت مساهمات ليندلي في التصنيف البستاني لا يقابلها أهمية إلا مساهمات ستيرن نفسه. سرعان ما بدأ ستيرن في استخدام معرفته لإعادة تنظيم المكتبة، مشكلا قسم ما قبل لينيان. بعد وقت قصير من وصوله، استحوذت المكتبة على واحدة من أكبر مجموعاتها، Reginald Cory Bequest (1934)، التي أنطلق ستيرن بفهرستها عند وصولها ولمدة عامين، مما نتج عنه خمسة عشر منشورًا على الأقل.
أثناء تواجده في المكتبة، تابع ستيرن تعليمه الذاتي من خلال الفصول المسائية وتعلم اللغة السويدية وسافر كثيرا. استخدم ستيرن إجازاته السنوية التي استمرت ثلاثة أسابيع، في فترات ما قبل الحرب، لزيارة المكتبات النباتية الأوروبية الأخرى والحدائق النباتية ومتاحف مبيدات الأعشاب والمجموعات الخاصة، وكذلك جمع الكثير من النباتات، مع تركيزه بشكل خاص على الأبيمديون و الثوم. قادته سفراته إلى سويسرا وإيطاليا وألمانيا والنمسا وتشيكوسلوفاكيا والدنمارك والسويد.

#### سنوات الحرب (1941م-1946م)
كان الاستراحة الوحيدة له من العمل هي سنوات الحرب 1941-1946، حيث تاركا مساعدته السيدة كارديو كقائمة بأعمال أمين المكتبة. بداية، عمل ستيرن كقائد للغارات الجوية، قبل التجنيد. وكمستنكف ضميريًا، لم يستطع أن يلعب دورًا قتاليًا، لكن تم قبوله في الخدمات الطبية التابعة لسلاح الجو الملكي البريطاني، حيث كان يعمل مع لواء القديس يوحنا للإسعاف. خدم في سلاح الجو الملكي البريطاني في كل من إنجلترا وآسيا (الهند وبورما، حيث كان يعمل في مجال الاستخبارات، وحصل على نجمة بورما). أثناء وجوده هناك، قام بدراسات حول النباتات الاستوائية الهندية-المالايكية وسيكيم- الهيمالايا، قام باستكشافات نباتية، وقام بتدريس علم الأحياء للقوات وبدأ العمل في كتابه اللاتيني النباتي. أدت ملاحظاته في زمن الحرب إلى منشورات تعاونية مثل تعداد للنباتات المزهرة في نيبال (1978-1982)، الأشجار الهندية الجميلة (الطبعة الثانية 1954)، وكذلك مجموعة أعمال عن أنواع الثوم في الهيمالايا. لدى عودته من الحرب اضطر ستيرن وزوجته، إلدويث روث ستيرن، إلى العيش في مكتبة ليندلي لفترة من الوقت إلى أن وجدوا منزلًا دائمًا، وذلك بسبب النقص الحاد في المسكان في لندن.

### متحف التاريخ الطبيعي (1952م-1976م)
من مكتبة ليندلي ، انتقل ستيرن إلى قسم النبات في متحف التاريخ الطبيعي، جنوب كينسينغتون في عام 1952، وعندما تقاعد في عام 1976، كان قد أصبح كبير المسؤولين العلميين هناك. لقد حقق هدفه في أن يصبح عالِمًا في مجال الأبحاث، على الرغم من الافتقار إلى المؤهلات الرسمية، الأمر الذي مكنه من قضاء مزيدا من وقته في جمع النباتات ودراستها. خلال هذا الوقت كان المتحف يخضع لتوسع مستمر، مع موظفين وبرامج جديدة. في المتحف، تم وضعه كمسؤول عن القسم رقم 3 من المعشبة العامة وعن علاج أزهار مناطق أوروبا ، جامايكا ، الولايات المتحدة وأستراليا ونيبال ، بما في ذلك العمل على كتاب فلورا جامايكا ونباتات نيبال التي بدأ تأليفه أثناء الحرب. ظهرت سبعة مجلدات من فلورا جامايكا قبل الحرب العالمية الثانية. على الرغم من إحياء المشروع بعد الحرب، حيث أمضى ستيرن ستة أشهر من العمل الميداني في جامايكا ، إلا أنه لم ينتج مجلدات أخرى. في جامايكا ، اتبع ستيرن خطى السير هانز سلون (1660-1753)، الذي ترك مجموعته لمتحف التاريخ الطبيعي. تركز عمل ستيرن العام في المتحف على الثوم، الزنبق وعود الصليب. واصل السفر على نطاق واسع، مع العمل الميداني في أوروبا (لا سيما اليونان) وأستراليا والولايات المتحدة، ونشر 200 ورقة بحثية خلال السنوات الأربع والعشرين التي قضاها في المتحف، وعلى الرغم من أن المكتبة لم تكن من مسؤولياته، إلا أنه قضى الكثير من وقته هناك مضيفا ملاحظات مكتوبة إلى العديد من النصوص النقدية.
أثناء تواجده في المتحف، ازدادت مشاركة ستيرن بشكل متزايد في أعمال جمعية لينيان خلال سنوات كينسينغتون. وقد عرض عليه أيضًا شغل كرسي جورج أ. ميلر كأستاذ في علم النبات في جامعة إلينوي (1966)، لكنه شعر بأنه لن يتمكن من ترك التزاماته في لندن. في وقت تقاعده في عام 1976، كان لا يزال يستخدم قلم الينبوعوس باعتباره وسيلة التواصل والتعلم الوحيدة.

### التقاعد (1976م-2001م)
بعد تقاعده في 30 نوفمبر 1976، واصل العمل في المتحف وفي الحدائق النباتية الملكية في كيو. منحه موقع منزله في 17 شارع هاي بارك، في حدائق كيو ، ريتشموند، القدرة على الوصول إلى المعشبة والمكتبة، من خلال رحلة قصيرة على دراجته. 35 في المائة من إجمالي منشوراته وأبحاثه في فترة تقاعده التي أمتدت لربع قرن. تم تكليفه بكتابة تاريخ المتحف للذكرى المئوية (1981)، وانجز ذلك ولكن بصعوبة، بسبب المواعيد النهائية والقيود المفروضة على الميزانية. أصبحت تلك المهمة، التي استغرقت ثلاث سنوات، أكثر صعوبة بالنسبة له بقرار المتحف مراقبة تعليقاته وكتاباته الناقدة. حافظ على ارتباطه بمكتبة ليندلي طوال حياته ، كعضو نشيط في اللجنة وحضر بانتظام معرض تشلسي للزهور وحتى بعد أن كان بالكاد قادرًا على المشي.

#### الإقامة في اليونان
كطالب في الكلاسيكيات ، كان شغوفًا باليونان وجبالها ونباتاتها (مثل البيونيا) وكل الأشياء اليونانية القديمة والحديثة. قام ستيرنز بتكوين صداقات مع كل من قسطنطين جوليمس ونيكي وأنجيلوس جولاندريس، مؤسسي متحف جولاندريس للتاريخ الطبيعي في كيفيسيا، أثينا. التقى ستيرن لأول مرة مع جولاندريس في عام 1967، قام بمساعدتهم في المتحف. وسكن معهم عندما زار هو وزوجته اليونان. نيكي جولاندريس قام بعمل رسومات كتاب زهور اليونان البرية الذي كتبه جوليمس وستيرن في عام 1968، وكذلك زهور الفاوانيا في اليونان (1984). وصف العمل الأخير منهجية ستيرن الموسوعية ، بما في ذلك موضوعات مثل الأساطير. ثم تولى ستيرن رئاسة تحرير مجلة Annales Musei Goulandris، المجلة العلمية للمتحف (1976-1999)، خلفًا ليرنر جروتر ، الذي كان أول محرر للمجلة، بعد أن كان لهستيرن دورا فعالا في إطلاق المجلة في عام 1973. تولى إلدويت روث ستيرن مهمة تجميع الفهارس. عندما تقاعد من هذا المنصب كان عمره قد ناهز 88، وخلفه جون أكيرويد. كان ستيرن مساهماً ليبراليًا في المجلة، وخلال هذه الفترة قام هو وإلدويث روث ستيرن بترجمة كتاب عالم النبات اليوناني في الأساطير والفن والأدب (1993).

### الجمعيات والتعينات
كان ستيرن عضوًا في جمعية Linnean Society ولسنوات عديدة، وأصبح زميلًا منذ عام 1934. شغل منصب المنسق النباتي 1959-1985، وعضو المجلس 1959-1963 ونائب الرئيس 1961-1962 ورئيس 1979-1982، أنتج تاريخًا منقحًا ومحدثًا للمجتمع في عام 1988. شغل أيضًا منصب رئيس جمعية تاريخ الحدائق وجمعية راي (1975-1977). كانت الجمعية البستانية الملكية قد جعلته زميلًا فخريًا في عام 1946 وفي عام 1986 أصبح نائبًا للرئيس. أصبح ستيرن عضوًا في الجمعية النباتية لبريطانيا وإيرلندا (BSBI) في عام 1954، وانضم إلى لجنة الخرائط في العام التالي لإعداد أطلس النباتات البريطانية (1962). وظل في تلك اللجنة حتى عام 1968، عندما أصبحت لجنة السجلات. لمدة 40 عامًا، كان محكم الجمعية النباتية لبريطانيا وإيرلندا لـمواضيع الثوم . أثناء وجوده في مكتبة ليندلي، أصبح عضوًا مؤسسًا في جمعية ببليوغرافيا التاريخ الطبيعي (لاحقًا ، جمعية تاريخ التاريخ الطبيعي) في عام 1936، وكان أحد أعضائها الناشرين النشطاء استنادًا إلى فهرسته العمل في المكتبة، ونشر تاريخًا من المجتمع للاحتفال بالذكرى الخمسين لتأسيسه في عام 1986. ومن بين الجمعيات الأخرى التي خدم فيها الجمعية البريطانية لتاريخ العلوم (نائب الرئيس)، الجمعية البريطانية لتاريخ الطب (عضو مجلس الأمناء)، وجمعية تاريخ الحدائق (الرئيس 1977-1982) وكان عضوًا بالمراسلة في الجمعية النباتية الأمريكية.
عُيِّن ستيرن ساندرز قارئا في قسم المراجع بجامعة كامبريدج في عام 1965 ومن عام 1977 إلى عام 1983، وكان أستاذاً زائراً في قسم النبات في جامعة كامبريدج، وكذلك أستاذًا زائرًا في علم النبات في جامعة ريدينغ 1977-1983، ثم زميل باحث فخري (1983–1983)). وكان أيضًا زميلًا في معهد علم الأحياء (1967) وزميلًا فخريًا لكلية سيدني ساسكس في كامبريدج.

## العمل
ألف ويليام ستيرن ما يقرب من 500 عمل، بما في ذلك سيرته الذاتية. شمل ذلك الدراسات، وأبحاث النباتات الجزئية، والكتب والرسوم التوضيحية النباتية، والإصدارات العلمية للنصوص النباتية التاريخية، والقواميس، والمراجع، والتاريخ النباتي.

### السنوات المبكرة
خلال الأربع سنوات الأولى ن وجود ستيرن في كامبريدج (1929-1933)، نشر أربع وعشرين ورقة، معظمها منشور في مجلة الوقائع <i id="mwAQA">والحدائق</i> المصورة و مجلة علم النبات، وكان عمله الأول في عام 1929. وأثناء عمله كصبي البستان خلال العطلات المدرسية ، لاحظ عينة من Campanula pusilla (Campanula cochleariifolia) مع البتله المشوهة. فوصف ونشر أول تفسير للعامل المسبب، عفن Peronospora corollaea.
في الحديقة النباتية، طور اهتمامًا خاصًا بالعناقية والأبيمديوم و الشاغة، وقد نشر دراسات حولها كلها. تبعتها سلسلة من المنشورات النباتية، بدءًا بأنواع جديدة من ألثوم (A. farreri Stearn ،1930). كتب ستيرن مرارًا وتكرارًا عن جنس الثوم، واعتبر خبيرًا عالميًا في هذا الصدد؛ العديد من الأنواع تحمل اسمه. عام 1930 شهد أول أعماله الببليوغرافية، عن عالم النبات ريجنالد فارر ، الذي يطلق عليه اسم أليوم فريريري، ووصف أيضًا روزا فارري (1933)) والأنواع الأخرى التي سميت باسم فارر. في أثناء قيامه بتجميع أعمال فارر في عام 1930، صادف عمل فارر الأخير ، The English Rock-Garden (1919)، وأوقد هذا اهتمامًا مدى حياته بهذا الجنس من النبات. بدأ من عام 1932، أنتج سلسلة من الأوراق حول هذا الجنس، الذي درسه في كامبريدج وكيو وباريس. أصبح أحد الأجناس التي اشتهر بها، والعديد من الأنواع التي تحمل اسمه الآن. الأبيمديوموالغابات المعمرة كانتا موضوعي أول دراسة له (1938) وكانتا أجناس سيعود إليها في نهاية حياته. في ذلك الوقت ، كان تصنيف هذا الجنس مرتبكًا للغاية، وبمساعدة كامبريدج هيربيريوم، حصل على عينات من جميع أنحاء أوروبا لإنتاج دراسة شاملة. كان العمل شاملاً لدرجة أنه اعتبر خطأ أطروحة دكتوراه من قبل علماء النبات الآخرين. كما بدأ سلسلة من المساهمات في كتالوج هيرباريوم، بالتعاون مع غلمور وتوتن.

### العمل اللاحق
بعد انتقاله إلى لندن، بدأ ستيرن إنتاجًا ثابتًا من المنشورات خلال سنواته في مكتبة ليندلي التابعة لجمعية البستنة الملكية (1933–1952). غطت هذه مجموعة واسعة من المواضيع من الببليوغرافيا إلى تسميات النباتات، التصنيف، ونباتات الحديقة، مع التركيز بشكل خاص على فينكا وإبيميديوم وليليوم. في غضون عامين من التحاقه بالمكتبة في عام 1933، أنتج أول دراساته الرئيسية، الزنابق Lilies (1935)، بالتعاون مع دي ودكوك وجون كاوتس.  أُعيد كتابته، في نسخة موسعة ومنقحة، حيث أصبح إسمه زنابق العالم Lilies of the World (1950) وأصبح عملاً مرجعيا في الزنبقيات. أثناء وجوده في المكتبة، واصل أيضًا تعاونه مع زملائه في كامبريدج، حيث نشر كتالوجات مجموعات هيرباريوم، بما في ذلك كتالوج مجموعات الأعشاب في كلية النبات الجامعي بجامعة كامبريدج (1935). المهمة الثانية التي فرضت عليه في هذا الوقت تضمنت دور المعهد الملكي في الحفاظ على نسخمدونة التسميات النباتية
بعد عودته إلى لندن في عام 1946، في نهاية الحرب العالمية الثانية ، كتب عددا من المنشورات الرئيسية، بما في ذلك Lilies of the World في عام 1950. في عام 1950، توفي فريدريك تشيتيندين، المدير السابق لـوزلي RHS Wisley وأمين المكتبة، تاركًا غير مكتمل وهو قاموس الحدائق ذو الأربعة مجلدات الذي كلفه المجتمع به قبل الحرب. كانت الحرب قد اوقفت العمل لأن العديد من المساهمين لم يكونوا متاحين. تعهد ستيرن، مع باتريك سينج، محرر المنشورات، باستكمال العمل، وخاصة المجلد الرابع (R-Z)، وهي مهمة أنجزها في غضون ستة أشهر ، مع 50 مقالة جديدة. نشر العمل النهائي في عام 1951 ولم يقتصر الأمر على قيامه بتحرير هذا العمل الكبير ولكن مساهماته شملت 50 جنسًا و 600 نوعًا ومفاتيح تحديد الهوية المعقدة مثل عصا الذهب و لبنفسج. نظرًا لأن مدخلات ستيرن في المجلد الرابع امتدت من So بمداخلة Soldanella إلى حرف Z بمداخلة Zygotritonia ، فقد كان يمزح قائلا بأن سلطته على علوم النباتات تبدأ من So- «فصاعدًا». أصدر نسخة منقحة في عام 1956 بالتعاون مع سينجي مضيفا 86 مقالة أخرى.
استخدم ستيرن في أعماله التعاونية مهاراته الببليوغرافية. بينما تركزت دراساته للجنس إلى حد كبير على نباتات البحر الأبيض المتوسط، ولا سيما الأبيمديوك، الزنبق و عود الصليب، وكان أيضًا مؤلفا لمقالات الأنواع الشائعة والتقنية وكذلك كاتبا لعدد من المقالات الكلاسيكية. بالإضافة إلى ذلك، قدم علاجات لنباتات مناطق مثل جامايكا ونيبال. كما ساهم في العديد من توثيق النباتات الوطنية المتنوعة في البوتان واليونان، وكذلك النباتات الإقليمية الرئيسية بما في ذلك فلورا يوروبا وحديقة النباتات الأوروبية.
بينما غطى مجموعة واسعة من المواضيع، اشتهر بإسهاماته في التاريخ النباتي، والتصنيف، والببليوغرافيا النباتية، والتوضيح النباتي. اللاتينية النباتية (أربع طبعات 1966-1992)، هو أفضل أعماله المعروفة ، وأصبح مرجعًا قياسيًا ويوصف بأنه الكتاب المقدس لعلماء تصنيف النبات والأعمال الفنية الفلسفية. بدأ العمل عليه خلال سنوات الحرب وكانت الطبعة الأولى أساسًا بمثابة دليل للغة اللاتينية للنباتيين الذين بالكاد يملكون معرفة محدودة باللغة في وقت لاحق، تطور العمل إلى قاموس لغوي، ولكن بعد ذلك علم ستيرن أن مثل هذا العمل قد نشر بالفعل في هولندا قبل الحرب. لكنه واصل توسيعه بمساعدة زوجته وابنه، جامعا بشكل منهجي المصطلحات النباتية من النصوص النباتية. يقال أن لا أحد غيره قادر على القيام بمثل هذا العمل، وهو الأمر الذي يفسر بقدرته ليس فقط على اشتقاق أسماء النباتات ولكن أيضًا على إدراكه المبادئ اللغوية التي ينطوي عليها تكوين تلك الأسماء. يعتبر العمل مسؤولاً عن استمرار بقاء اللغة اللاتينية باعتبارها لغة مشتركة في علم النبات.
من أشهر أعماله الشعبية قاموس معجم أسماء النباتات الذي وجد طريقه إلى مكتبات معظم البستانيين. أحد محاور عمله في متحف التاريخ الطبيعي هو نباتات البحر الكاريبي، حيث قام بعمل ميداني. استمر ستيرن بالعودة إلى حديقة كامبردج النباتية، ورعايته لحديقته الخاصة واجتهد ليصبح سلطة في علم البستنة وكذلك علم النبات. تعاون وليام ستيرن مع زوجته، إلدويث روث ستيرن، في عدد من أهم أعماله، بما في ذلك اللاتينية النباتية وقاموس أسماء النباتات وترجمة التاريخ النباتي الألماني إلى الإنجليزية. قبل وفاته مباشرة، أكمل مراجعة لدراسة إبيميديوم الأصلية.

#### التاريخ النباتي

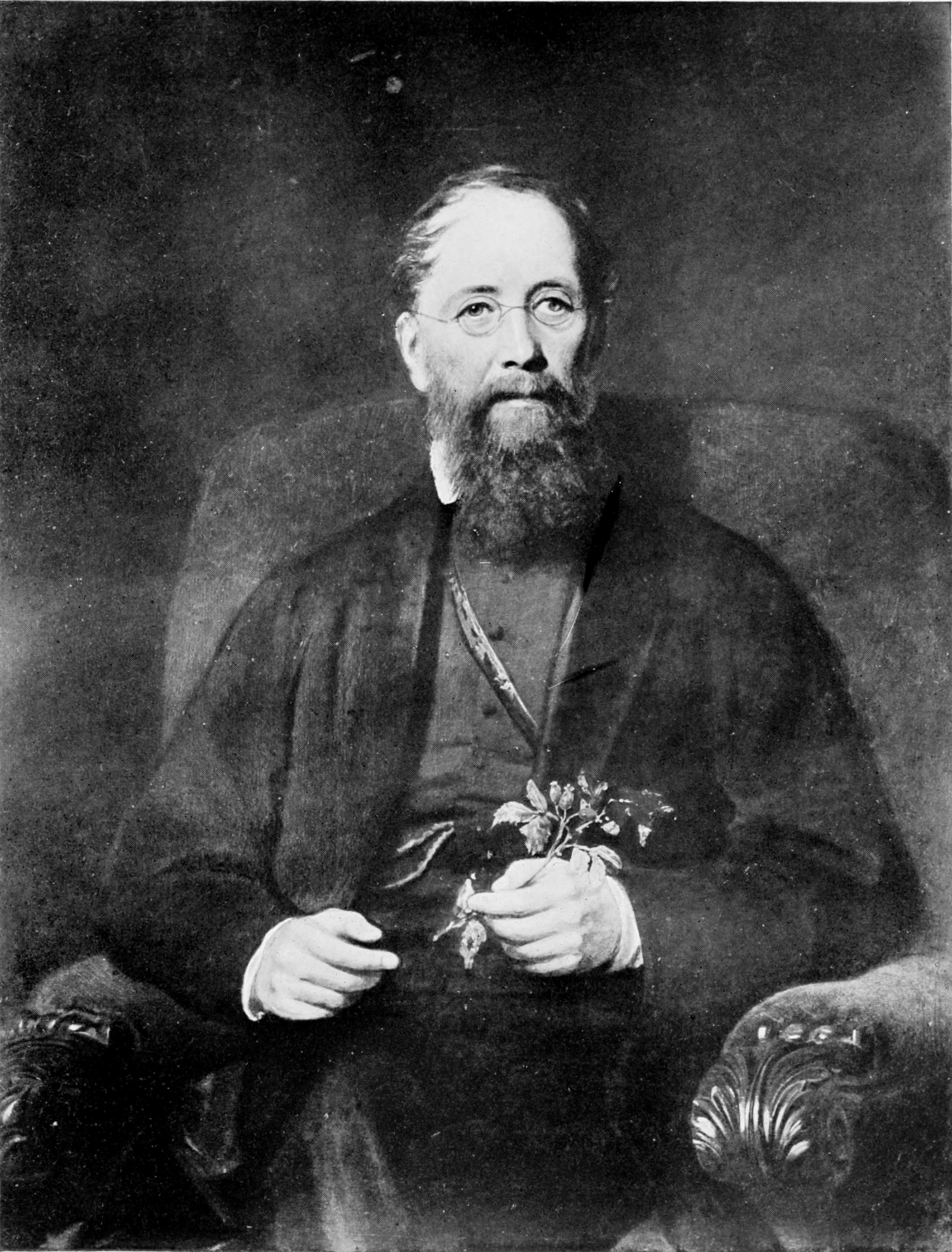
جون ليندلي ،

كتب ويليام ستيرن كثيرا عن تاريخ علم النبات والبستنة، من اليونان القديمة إلى عصره. جمع محاضرات وأعمال كل من جي رافين وجراي، ، وقام بتحرير نصوصها والتعليق على ضمن كتاب نباتات وتقاليد النبات في اليونان القديمة (1990). في عام 1993، قام هو وإلدويث روث ستيرن بترجمة وتوسيع Baumann's Die griechische Pflanzenwelt في Mythos Kunst und Literatur (1986) باسم عالم نبات الأغريق في الأساطير والفن والأدب.
أنجز ستيرن كتابا مرجعيا عن حياة جون ليندلي وأنتج نسخة معدلة من الكتاب الكلاسيكي عن الأعشاب من تأليف أغنيس آربر، أحد من أثروا عليه في سنواته بكامبريدج، والذي كتب نعيه لاحقًا في التايمز . كما كتب عددًا من تاريخ المنظمات التي عمل معها بالإضافة إلى عدد من المقدمات والتعليقات على النصوص النباتية الكلاسيكية مثل John Ray 's Synopsis methodica stirpium Britannicarum (1691)، مع مقدمات تاريخية للكتب المرجعية، بما في ذلك قاموس ديزموند للنباتيين البريطانيين والإيرلنديين (1994).

 في كتابه حدائق النباتية والأدب النباتي في القرن الثامن عشر (1961)، يقدم ستيرن بعض التبصر في تفسيره للتاريخ النباتي: 
 تقدم علم النبات، كما هو الحال في العلوم الأخرى ، يأتي من تفاعل العديد من العوامل التي يمكن للتركيز غير المبرر على أي واحد أن يعطي انطباعًا مشوهًا جدًا للكل، ولكن بالتأكيد من بين أهم هذه العوامل في أي فترة معينة، «الأفكار السائدة والمواقف الفكرية»، و«الافتراضات والمحفزات» في ذلك الوقت ، لأنها في كثير من الأحيان تعتمد على مدى قدرة دراسة ما على جذب تعاقب متصل من رجال الصناعة، والأصالة اللازمة لبناء نظام المعرفة، والتواصل بنجاح مع آخرين من نفس العقل. 

##### لينيوس

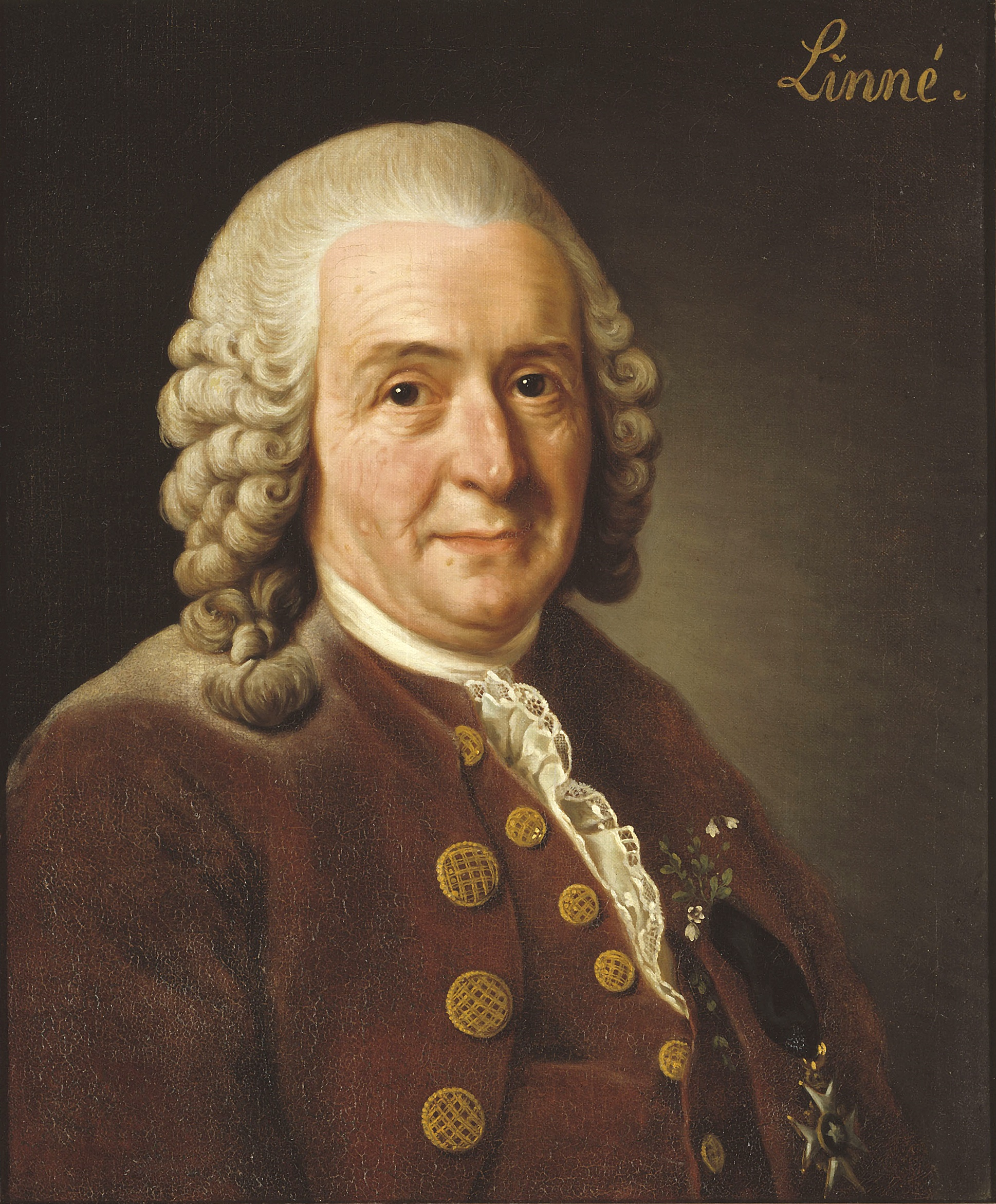
كارل لينيوس ، 1775

تشتهر أبحاث ستيرن التاريخية بعمله حول كارل لينيوس (1707-1778)، الذي بدأه أثناء عمله في متحف التاريخ الطبيعي، والذي فاز بسببه بعدد من الجوائز في بريطانيا وفي الخارج. بين عامي 1953 و 1994 أنتج أكثر من 20 عملاً يصف حياة لينيوس وعمله.
من بين كتابات ستيرن عن لينيوس، وأكثرها شهرة هو نسخته من مجموعة أنواع النباتات 1753، التي نشرت في بالتصوير من قبل جمعية راي في عام 1957،  حيث كتب مقدمة من 176 صفحة وملحقًا. قلقًا من أن معاصريه لم يفهموا طريقة عمل لينيوس بشكل مناسب، كتب ستيرن أن مقدمته «قدمت بشكل مقتضب كل المعلومات حول حياة لينيوس، والأعشاب، والمنشورات، والمنهجية، إلخ. التي يحتاج خبير التصنيف النباتي إلى معرفتها». ذكرت التايمز أنه لا يوجد عالم نباتات آخر يمتلك المعرفة التاريخية والمهارات اللغوية لكتابة ما يعتبر أحد أهم الدراسات الكلاسيكية لعالم الطبيعة السويدي وأهم ما في علم النبات في القرن العشرين. بعد ذلك ، أصبح ستيرن سلطة معترف بها بما يتعلق بلينيوس. أنتج ستيرن مقدمات مشابهة لعدد من الإصدارات الأخرى من أعمال لينيوس، بما في ذلك Genera Plantarum ، Mantissa plantarum و Flora Anglica.  لاحقًا، أصدر دليلًا للذكرى المئوية الثانية للينيوس (1978) لصالح جمعية لينيان.
على الرغم من أن ستيرن قضى معظم حياته في الدراسة والكتابة عن لينيوس، إلا أنه لم يعجب بشخصية الرجل، واصفا إياه بأنه «رجل أناني غيور، له طموح في القيادة». عندما سئل عن علماء النبات في التاريخ الذين أعجب بهم، استعرض جون ليندلي، كارولوس كلوسيوس (1526-1609) وأولوف شوارتز (1760-1818).

#### التصنيف النباتي
قدم ستيرن مساهمات ضخمة في تصنيف النبات وتاريخه. في عام 1950، عقد المؤتمر الدولي السابع للنباتات في ستوكهولم، وكان من المفترض أن يمثل تشيتندن جمعية البستنة الملكية في المؤتمر، لكنه أصيب بالمرض. فقام بولز بالترتيب ليقوم ستيرن وجيلمور بتمثيل المجتمع بدلا من تشيتندن. شكل المؤتمر لجنة خاصة للنظر في القضايا غير الطبيعية المتعلقة بالنباتات المزروعة، والتي أصبحت تعرف باسم لجنة تسمية النباتات المزروعة («لجنة ستوكهولم»)، وأصبح ستيرن سكرتيرًا للجنة (1950) -1953). ثم اقترح ستيرن مدونة دولية لتسميات النباتات المزروعة («الكود المزروع»)، وكتب المسودة الأولى في ذلك اليوم. قبل الكود من حيث المبدأ من قبل اللجنة، بشرط الموافق عليها من قبل لجنة موازية لمؤتمر الدولي للبستنة (لجنة تسميات البستانية)، التي ستجتمع في لندن في عام 1952 («لجنة لندن»). وقت لاحق من ذلك العام ، عُيِّن ستيرن أيضًا أمينًا للجنة لندن بحيث أصبح الآن يمثل كلا المنظمتين. بعد ذلك اجتمعت اللجنتان في 22-24 نوفمبر 1951 في مبنى جمعية البستنة الملكية في لندن لصياغة مقترح مشترك نهائي نشره ستيرن كسكرتير لجنة التحرير واعتمده المؤتمر الدولي البستاني الثالث عشر في العام التالي.
صيغ الكود الناتج كملحق للمدونة الدولية الحالية للتسميات النباتية. قدم ستيرن مفهومين مهمين، المصطلحان «االمستنبت» و «السرب». مصطلح المستنبت هو المصطلح الذي اقترحه إل أتش بايلي لأول مرة في عام 1923، يشير إلى جنس مميز تربى أو حوفظ عليه من خلال زراعته، مثل Euphorbia dulcis "Chameleon". يشير مصطلح السرب (لاتيني لـ «سرب» أو «قطيع») إلى مجموعة من هجائن بنسب مشتركة، مثل الزنبق الزهري. ساهمت هذه المفاهيم في تسهيل فهم تسمية نباتات الحدائق أو النباتات الزراعية التي ربطها لينيوس مع تسمية النباتات الأصلية قبل قرنين من الزمان. استمر ستيرن في لعب دور نشط في المؤتمرات النباتية الدولية على مدار سنوات عديدة، حيث يتم تذكره لقدرته الخطابية وإقناعه للغير في المسائل غير الطبيعية. وكان أيضًا رائدًا في تطبيق التكنولوجيا بمساعدة الكمبيوتر على (التصنيف العددي)، ظهر في عمله Columnea (1969).

#### الببليوغرافيا النباتية
بدافع اهتمامه بالتاريخ النباتي والتصنيف، كرس ستيرن جزءًا كبيرًا من إنتاجه للببليوغرافيا النباتية، بما في ذلك العديد من الأوراق والكتالوجات التي تحدد تواريخ النشر الدقيق لكتب التاريخ الطبيعي، وخاصة من أوائل القرن التاسع عشر، بما في ذلك عمل وليام هربرت على النرجسية (1821، 1837) والببليوغرافيات الكاملة لعلماء النبات مثل جون جيلمور (1989). وقام في مكتبة جمعية البستنة الملكية، بتحويل فهرسة البطاقة البسيطة عن طريق إدخال قواعد المتحف البريطاني وإضافة معلومات ببليوغرافية شاملة. سرعان ما أدرك أن أحد أوجه العجز الرئيسية في التسمية التصنيفية المعاصرة هو عدم وجود تواريخ محددة لجميع الأسماء، وبدأ في تصحيح هذا على مدى خمسة عشر عامًا، مما أدى إلى إنتاج 86 منشورًا جديدا، الأمر الذي شكل الخطوة الرئيسية في استقرار التسميات. تكمن أهمية ذلك في قواعد التسمية النباتية، والتي تعطي الأولوية للأسماء النباتية بناءً على تواريخ النشر.

#### فن الرسم النباتي

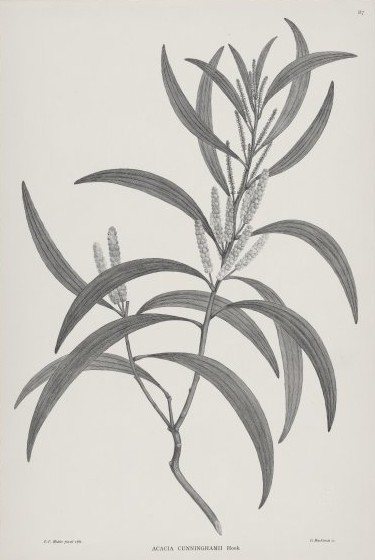
أكاسيا كننغهامي في فلوريليوم

في غضون بضع سنوات من عودة ستيرن من الحرب، نشر كتابه «فن الرسم التوضيحي النباتي» (1950)، حيث ظلبقي العمل القياسي في هذا الموضوع حتى يومنا هذا. ومع ذلك، كان هناك بعض الالتباس الببليوغرافي  –  كان كولينز، الناشر، قد خطط لكتاب عن الفن النباتي لسلسلة New Naturalist، لكنه كلف بطريق الخطأ كل من ستيرن ومؤرخ الفن ويلفريد بلانت بشكل مستقل لإنتاج العمل. بعد اكتشاف الخطأ قرر الاثنان التعاون. كتب بلانت العمل بينما قام ستيرن بتحريره ومراجعته. عندما نشر، كان اسم بلانت على صفحة العنوان، بينما تم ذكر ستيرن في المقدمة فقط. لم تصحح هذا الخطأ حتى قام بإعداد الطبعة الثانية في عام 1994، على الرغم من أن المقدمة تكشف عن مساهمة ستيرن الواسعة.
قاده اهتمامه المستمر بفن الرسم النباتي إلى إنتاج أعمال لكل من الفنانين التاريخيين والفنانين المعاصرين، بما في ذلك فلوريليوم الكابتن كوك وجوزيف بانكس من أول رحلة لهما (1768–1771) إلى المحيط الهادئ على إنديفور.

## الجوائز
حصل ويليام ستيرن على ثلاث شهادات دكتوراه فخرية خلال حياته، من جامعة ليدن  1960)،  كامبريدج (Sc.D.   1967)، وأوبسالا (فيل. دكتور.   1972). وكان محاضرًا فخريا للماجستير، في الجمعية البستانية الملكية في عام 1964. في عام 1976 منحته جمعية لينيان الميدالية الذهبية  لإسهاماته في منحة لينيان وعلم النبات التصنيفي. في عام 1985 شغر مقعد محاضر ويلكنز في الجمعية الملكية. في عام 1986 حصل على ميدالية مؤسس جمعية تاريخ التاريخ الطبيعي وفي عام 1993 حصل على الميدالية الذهبية إنغلر من الرابطة الدولية لتصنيف النباتات. منحته الجمعية الملكية البستانية كلاً من ميدالية فيتش التذكارية (1964) وميدالية الشرف فيكتوريا (VMH ،1965). في عام 2000 حصل على جائزة آزا غراي، وهي أعلى تكريم من الجمعية الأمريكية لعلماء تصنيف النبات. عُيِّن ستيرن قائداً في رتبة الإمبراطورية البريطانية (CBE) في للخدمات التي قدمها للبستنة وعلم النبات.

## إرثه
يعتبر ستيرن عالم نباتات بريطاني بارز، ولديه مكانة توازي علماء النبات مثل روبرت براون، وداروين، وهوكرز (ويليام وجوزيف) وفرانس ستافليو. وقد تم بأنه رجل عصر النهضة، موسوعي، «لينيوس الجديد»، «عالم عصره العظيم»، «واحد من أعظم علماء النبات في العالم» وعملاق بين علماء النبات والبستانيين. عند وفاته، كتبت التايمز عن فهمه الموسوعي لحقله، قائلة إنه «تم الاعتراف به باعتباره أكبر سلطة نباتية في القرن العشرين». وكانت مساهمته في حقله أكبر بكثير مما تشير له المراجع. أطلقت جمعية تاريخ التاريخ الطبيعي التي كان عضوًا مؤسسًا لها جائزة وليام ت. ستيرن للطلبة على شرفه.

### مسماه
ستيرن هو السلطة النباتية  لأكثر من 400 من الأصناف التي تحمل اسمه، مثل Allium chrysonemum Stearn. سميت العديد من النباتات باسم (إيبونيمي) بعده.
في ضوء عمله على أبيمديوم، سمي الصنف تكريما له في عام 1988، لتصبح أبيمديوم 'وليام سترين'.

### فهرس المراجع
1. ↑  Honorary doctorates and prizes (بالإنجليزية), Leiden University, QID:Q100332908
2. 1 2 3 4 5 6 7 8 9 10  Prance 2014.
3. 1 2 3 4 5 6 7 8 9 10 11  Heywood 2002.
4. ↑  Cambridge 2000 2016، Milton Road Junior School  "نسخة مؤرشفة". مؤرشف من الأصل في 2020-10-28. اطلع عليه بتاريخ 2019-03-17.{{استشهاد ويب}}:  صيانة الاستشهاد: BOT: original URL status unknown (link)
5. ↑  Geograph 2011، Demolition of Milton Street School "نسخة مؤرشفة". مؤرشف من الأصل في 2020-10-24. اطلع عليه بتاريخ 2019-03-17.{{استشهاد ويب}}:  صيانة الاستشهاد: BOT: original URL status unknown (link)
6. 1 2 3 4 5 6 7 8 9 10 11 12 13  Times 2001.
7. ↑  
Heywood 2002
Times 2001
Barker 2001.
8. 1 2 3 4 5 6  Daily Telegraph 2001.
9. 1 2 3 4 5 6 7 8 9 10  Festing 1978.
10. 1 2 3 4 5 6 7 8 9 10 11 12 13 14  Barker 2001.
11. ↑  Country Life 1996.
12. 1 2 3 4 5 6 7  Prance 2001.
13. 1 2 3 4 5 6 7 8 9 10 11  Elliott 2002.
14. 1 2 3 4 5 6  Akeroyd 2006a.
15. ↑  CUP 2017.
16. 1 2 3 4 5 6 7 8  Walters 2001.
17. 1 2 3 4  Robson 2001.
18. ↑  Walters 1992b.
19. 1 2 3 4 5  Iltis 2001.
20. ↑  Temple 2010.
21. 1 2  Moody 2002.
22. 1 2 3 4 5 6  Desmond 2002.
23. ↑  Moody 2002، صفحة 44.
24. 1 2 3 4  Humphries 2002.
25. 1 2 3  Rix 2003.
26. ↑  
Prance 2014
Heywood 2002
Robson 2001.
27. ↑  Bowles 1952.
28. ↑  Bowles & Stearn 1947.
29. ↑  TPL 2013، Anemone hupehensis var. japonica "نسخة مؤرشفة". مؤرشف من الأصل في 2018-10-03. اطلع عليه بتاريخ 2019-03-17.{{استشهاد ويب}}:  صيانة الاستشهاد: BOT: original URL status unknown (link)
30. ↑  Rudy 2004، صفحة 1.
31. ↑  Allan 1973.
32. ↑  Stearn 1955.
33. ↑  
Prance 2014
Walters 2001
Buchan 2007.
34. ↑  Lucas 2008.
35. ↑  مجموعة ليندلي نسخة محفوظة 10 مايو 2017 على موقع واي باك مشين. [وصلة مكسورة]
36. ↑  Stearn 1992، صفحة vii.
37. 1 2  Stearn 1999a.
38. ↑  Elliott 1999.
39. ↑  Elliott 2009، صفحات 7, 9.
40. 1 2  
Prance 2014
Daily Telegraph 2001
Walters 2001.
41. ↑  Stearn 1992، صفحة vi.
42. 1 2 3  Hara et al. 1978–1982.
43. ↑  Blatter & Millard 1954.
44. ↑  
Prance 2014
Heywood 2002
Stearn 1994.
45. ↑  Fawcett & Rendle 1910–1939.
46. ↑  وليام ستيرن ، Jamaica pp.   289-29- نسخة محفوظة 13 مارس 2017 على موقع واي باك مشين.
47. ↑  Stearn 1978.
48. 1 2  Nelson & Desmond 2002.
49. 1 2  Stearn 1981.
50. ↑  
Prance 2014
Walters 2001
Iltis 2001.
51. 1 2  Stearn & Landström 1991.
52. ↑  Stearn 1976a.
53. ↑  GMNH 2016.
54. ↑  Goulimis & Stearn 1968.
55. ↑  
Barker 2001
Stearn & Davis 1984.
56. ↑  هينز 2001 ، نيكي جولاندريس ص.   116 نسخة محفوظة 2 أبريل 2016 على موقع واي باك مشين.
57. 1 2 3 4 5 6 7  Mathew 2002.
58. ↑  وليام ستيرن ، أناليس موسي جولاندريس نسخة محفوظة 29 ديسمبر 2016 على موقع واي باك مشين.
59. ↑  Akeroyd 2006.
60. ↑  
Daily Telegraph 2001
Walters 1992b
Baumann 1993.
61. 1 2  The Linnean Society 1976، صفحة 299.
62. 1 2 3  Gage & Stearn 1988.
63. ↑  BSBI 2016.
64. ↑  Perring & Walters 1962.
65. ↑  Robson 2001، صفحة 124.
66. ↑  Stearn 2007.
67. ↑  وليام ستيرن ، الأعضاء المراسلون نسخة محفوظة 11 أغسطس 2018 على موقع واي باك مشين.
68. ↑  
Heywood 2002
Walters 2001
Daily Telegraph 2001.
69. ↑  
Nelson & Desmond 2002
The Linnean Society 1976
The Linnean Society 1992.
70. ↑  Stearn 1929.
71. ↑  Avent 2010، صفحة 10.
72. ↑  The Linnean Society 1976.
73. ↑  Stearn 1930.
74. ↑  WCLSPF 2015، var.  farreri  "نسخة مؤرشفة". مؤرشف من الأصل في 2020-07-22. اطلع عليه بتاريخ 2020-07-22.{{استشهاد ويب}}:  صيانة الاستشهاد: BOT: original URL status unknown (link)
75. ↑  Stearn 1955a.
76. ↑  Stearn 1930a.
77. 1 2  Nelson & Desmond 2002، صفحات 144,146,148.
78. ↑  Stearn 1933.
79. ↑  Farrer 1919.
80. ↑  Nelson & Desmond 2002، صفحات 144–146.
81. ↑  Avent 2010.
82. ↑  Stearn 1938.
83. 1 2 3  Stearn 2002.
84. 1 2 3 4 5  Stearn 1986.
85. ↑  Woodcock & Coutts 1935.
86. ↑  The Linnean Society 1976، صفحة 300.
87. ↑  Elliott 2007.
88. ↑  Woodcock & Stearn 1950.
89. ↑  Gilmour & Stearn 1932.
90. ↑  
Heywood 2002
Festing 1978
Walters 1992b.
91. ↑  Huxley et al. 1992.
92. ↑  
Prance 2014
Daily Telegraph 2001
Prance 2001.
93. ↑  Stearn 1944.
94. ↑  Stearn 1981a.
95. ↑  Stearn & Davis 1984.
96. 1 2  Stearn 1959.
97. ↑  Stearn 1994.
98. ↑  
Stearn 1964
Stearn 1972
Stearn 1980.
99. ↑  
Stearn & Campbell 1986
Stearn 1989
Stearn 1995.
100. ↑  Stearn 1992.
101. ↑  
Walters 2001
Walters 1992b
Iltis 2001.
102. ↑  
Prance 2014
Daily Telegraph 2001
Stearn 2002.
103. ↑  ستيرن 1992 ، المسألة الأمامية.
104. 1 2  Baumann 1993.
105. ↑  Stearn 1965.
106. 1 2  Raven 2000.
107. ↑  Stearn 1990a.
108. ↑  Arber 1986.
109. ↑  Stearn 1960.
110. 1 2  Ray 1724.
111. ↑  
Prance 2001
Robson 2001.
112. ↑  ديزموند 1994 ، مقدمة تاريخية ص.   الثالث عشر-التاسع عشر نسخة محفوظة 17 ديسمبر 2019 على موقع واي باك مشين.
113. ↑  Stearn 1961.
114. ↑  Stearn 1958.
115. ↑  Ray Society 2017.
116. 1 2  Linnaeus 1753.
117. ↑  وليام ستيرن ، Linnaeus Species Plantarum 1753 Vols. 1 و 2 نسخة محفوظة 10 أغسطس 2018 على موقع واي باك مشين. [وصلة مكسورة]
118. ↑  Linnaeus 1754.
119. ↑  Linnaeus 1767–1771.
120. ↑  Ray Society 2017، John Ray, Synopsis Methodica Stirpum Britannicarum "نسخة مؤرشفة". مؤرشف من الأصل في 2017-03-20. اطلع عليه بتاريخ 2019-03-17.{{استشهاد ويب}}:  صيانة الاستشهاد: BOT: original URL status unknown (link)
121. ↑  Linnaeus & Grufberg 1754.
122. ↑  Stearn 1973a.
123. ↑  Stearn & Bridson 1978.
124. ↑  Stearn 1973.
125. 1 2  Stearn 1952a.
126. ↑  
Heywood 2002
Stearn 1953
Stearn 1952b.
127. 1 2  Stearn 1952.
128. ↑  Wyman 1956، صفحة 65.
129. ↑  Bailey 1923، vol. I pp. 116ff.
130. ↑  
Heywood 2002
Prance 2014
Daily Telegraph 2001.
131. ↑  Stearn 1969.
132. ↑  Goodwin, Stearn & Townsend 1962.
133. ↑  Stearn 1989a.
134. ↑  Blunt & Stearn 1994.
135. ↑  Blunt 2001.
136. ↑  Blunt & Stearn 1994، Preface p. xxv "نسخة مؤرشفة". مؤرشف من الأصل في 2017-03-22. اطلع عليه بتاريخ 2019-03-17.{{استشهاد ويب}}:  صيانة الاستشهاد: BOT: original URL status unknown (link)
137. ↑  Sitwell 1990.
138. ↑  Stearn & Brickell 1987.
139. ↑  Stearn 1990.
140. ↑  Blunt & Stearn 1973.
141. 1 2  Festing 1978، صفحة 410.
142. ↑  Stearn 1962.
143. ↑  Manton 1976.
144. ↑  Stearn 1986a.
145. ↑  وليام ستيرن ، The Engler Medal in Gold نسخة محفوظة 09 يونيو 2018 على موقع واي باك مشين. [وصلة مكسورة]
146. ↑  You must specify قالب:And list when using {{London Gazette}}.
147. ↑  وليام ستيرن ، p.   850 نسخة محفوظة 17 يوليو 2018 على موقع واي باك مشين.
148. ↑  
Buchan 2007
Bourne 2010.
149. ↑  Cox 2003، صفحة xxv.
150. ↑  Carmichael 2007، صفحة 43.
151. ↑  وليام ستيرن ، جائزة ويليام ت. ستيرن للطالب نسخة محفوظة 22 فبراير 2015 على موقع واي باك مشين.
152. ↑  Plantlist 2016.
153. ↑  Avent 2010، صفحة 17.
154. ↑  وليام ستيرن ، Epimedium 'William Stearn' نسخة محفوظة 02 ديسمبر 2016 على موقع واي باك مشين.

### المعلومات الكاملة للمراجع
الكتب
- Allan، Mea (1973). E. A. Bowles & his garden at Myddelton House [1865–1954]. London: Faber and Faber. ISBN:978-0-571-10306-5.
- Boisset، Caroline، المحرر (2007). Lilies and related plants. 2007–2008 75th Anniversary Issue (PDF). London: Royal Horticultural Society Lily Group. ISBN:978-1-902896-84-7. مؤرشف من الأصل (PDF) في 2018-04-17.
- Bowles، Edward Augustus (1952) [1924]. A handbook of Crocus and Colchicum for gardeners (ط. 2nd). London: Van Nostrand. مؤرشف من الأصل في 2020-05-07.[ا]
- Buchan، Ursula (2007). Garden people: the photographs of Valerie Finnis. London: Thames & Hudson. ISBN:978-0-500-51353-8. مؤرشف من الأصل في 2020-05-07. (see Valerie Finnis)
- Cox، E. H. M. (1930). The plant introductions of Reginald Farrer. London: New Flora and Silva Ltd. مؤرشف من الأصل في 2020-05-07.
- Cullen، James؛ Knees، Sabina G.؛ Cubey، H. Suzanne Cubey، المحررون (2011) [1984–2000]. The European Garden Flora, Flowering Plants: A Manual for the Identification of Plants Cultivated in Europe, Both Out-of-Doors and Under Glass. 5 vols (ط. 2nd). Cambridge, England: مطبعة جامعة كامبريدج. مؤرشف من الأصل في 2018-12-01.
- Farrer، Reginald (1919). The English Rock Garden 2 vols. London: Jack. مؤرشف من الأصل في 2018-06-18.
- Fawcett، William؛ Rendle، Alfred Barton (1910–1939). Flora of Jamaica, containing descriptions of the flowering plants known from the island. 7 vols. London: متحف التاريخ الطبيعي في لندن. مؤرشف من الأصل في 2018-06-20.
- Frodin، David G. (2001) [1984]. Guide to Standard Floras of the World: An Annotated, Geographically Arranged Systematic Bibliography of the Principal Floras, Enumerations, Checklists and Chorological Atlases of Different Areas (ط. 2nd). Cambridge, England: مطبعة جامعة كامبريدج. ISBN:978-1-139-42865-1. مؤرشف من الأصل في 2020-05-07.
- Green، المحرر (1973). Plants, Wild and Cultivated: A Conference on Horticulture and Field Botany. September 1972. Faringdon: Classey. ISBN:978-0-900848-66-7.
- Haines، Catherine M. C. (2001). International Women in Science: A Biographical Dictionary to 1950. Santa Barbara, California: أي بي سي-كليو. ISBN:978-1-57607-090-1. مؤرشف من الأصل في 2020-05-07.
- Hunt، Rachel McMasters Miller؛ Quinby، Jane؛ Stevenson، Allan (1958–1961). Catalogue of botanical books in the collection of Rachel McMasters Miller Hunt. 2 vols. Pittsburgh, Pennsylvania: جامعة كارنيغي ميلون.
- Huxley، Anthony؛ Griffiths، Mark؛ Levy، Margot (1992) [1st ed. Frederick Chittenden and William Stearn. Oxford University Press 1951. 2nd ed. P.M. Synge (ed.) Oxford 1956]. The New Royal Horticultural Society Dictionary of Gardening (4 vols.). London: مكملين ناشرون. ISBN:978-0-333-47494-5.
- Noltie، Henry J. (1994). Flora of Bhutan: Including a Record of Plants from Sikkim and Darjeeling. v. 3, Pt. 1. Royal Botanic Garden Edinburgh. ISBN:978-1-872291-11-6.
- Perring، Franklyn؛ Walters، Stuart Max (1962). Atlas of the British flora. London: Botanical Society of the British Isles by توماس نيلسون  [لغات أخرى]‏. مؤرشف من الأصل في 2020-05-07.{{استشهاد بكتاب}}:  صيانة الاستشهاد: علامات ترقيم زائدة (link)
- Stern، F. C. (1946). A Study of the Genus Paeonia. Illustrated by Lilian Snelling. London: Royal Horticultural Society.
- Strid، Arne؛ Tan، Kit، المحررون (1991). Mountain Flora of Greece, Volume 2. Cambridge, England: Cambridge University Press. ISBN:978-0-7486-0207-0. مؤرشف من الأصل في 2020-05-07.
- Tutin، T. G.، المحرر (1964–1980). Flora Europaea. 5 vols (PDF). Cambridge, England: مطبعة جامعة كامبريدج. مؤرشف من الأصل (PDF) في 2018-05-08. اطلع عليه بتاريخ 2016-12-26. (see Flora Europaea)
- Ventenat, É. P. (1803–1804). Jardin de la Malmaison (بالفرنسية). Paris: Crapelet. Archived from the original on 2018-06-21.
- Webb، Philip Barker؛ Berthelot، Sabin (1836–1850). Histoire naturelle des Iles Canaries. Paris: Béthune. مؤرشف من الأصل في 2019-07-31.
- Woodcock، H. B. D.؛ Coutts، J. (1935). Lilies: Their Culture and Management. Including a complete descriptive list of species. London: Country Life  [لغات أخرى]‏. مؤرشف من الأصل في 2017-03-27.{{استشهاد بكتاب}}:  صيانة الاستشهاد: علامات ترقيم زائدة (link) (see front matter)

مصادر تاريخية
- Linnaeus، Carl (2003) [1751 Stockholm]. Linnaeus' Philosophia botanica. trans. Stephen Freer. Oxford: دار نشر جامعة أكسفورد. ISBN:978-0-19-856934-3. مؤرشف من الأصل في 2020-05-07. (see Philosophia Botanica)
- Linnaeus, Carl; Grufberg, Isaac Olofsson (1754). Flora Anglica, quam cum consens. experient. fac. medicae in Regia Academia Upsaliensi, sub praesidio viri nobilissimi atque experientissimi, Dn. Doct. Caroli Linnaei...publicae ventilationi offert Isaacus Olai Grufberg, Stockholmiensis. In Auditorio Carolino Majori D. (باللاتينية). Uppsala: Laur. Magnus Hojer. Archived from the original on 2019-11-01. also available here
- Ray, John (1724) [1690]. Dillenius (ed.). Synopsis methodica stirpium Britannicarum: in qua tum notae generum characteristicae traduntur, tum species singulae breviter describuntur: ducentae quinquaginta plus minus novae species partim suis locis inseruntur, partim in appendice seorsim exhibentur: cum indice & virium epitome (editio tertia multis locis emendata, & quadringentis quinquaginta circiter speciebus noviter detectis aucta) [Synopsis of British plants] (باللاتينية) (3rd ed.). London: Gulielmi & Joaniis Innys. Archived from the original on 2019-12-12.

أبحاث
- Akeroyd، John (2006). "Preface". Annales Musei Goulandris ع. 11: 35–36. مؤرشف من الأصل في 2020-05-07.
- Avent، Tony (مارس 2010). "An overview of Epimedium". The Plantsman: 10–17. مؤرشف من الأصل في 2016-12-21.
- Bailey، Liberty Hyde (1923). "Various cultigens, and transfers in nomenclature". Gentes Herbarum. 1 (Part 3): 113–136. مؤرشف من الأصل في 2017-02-14.
- Bourne، Val (18 أكتوبر 2010). "Garlic: savour the flavour". ديلي تلغراف. مؤرشف من الأصل في 2020-04-27. اطلع عليه بتاريخ 2017-03-13. {{استشهاد بخبر}}: الوسيط |ref=harv غير صالح (مساعدة)
- Elliott، Brent (ديسمبر 2009). "The cultural heritage collections of the RHS Lindley Library". Occasional Papers from the RHS Lindley Library. ج. 1. مؤرشف من الأصل في 2017-01-06.
- Lucas، A. M. (أبريل 2008). "Disposing of John Lindley's library and herbarium: the offer to Australia". Archives of Natural History. ج. 35 ع. 1: 15–70. DOI:10.3366/E0260954108000053.
- Rudy، Mark R. (2004). "Fall-blooming Anemone" (PDF). Plant Evaluation Notes ع. 25. مؤرشف من الأصل (PDF) في 2017-10-25.
- Shaw، J. M. H. (نوفمبر 2002). "Sternara". الجمعية الملكية للبستنة. 110 (Suppl.) ع. 1248: 109.
- Wyman، Donald (26 ديسمبر 1956). "The new International Code of Nomenclature for Cultivated Plants" (PDF). Arnoldia. ج. 18 ع. 12: 63–68. مؤرشف من الأصل (PDF) في 2017-05-05.
- Temple، Ruth (2010). "Society News" (PDF). الجمعية اللينيانية اللندنية. ج. 26 ع. 3: 3. مؤرشف من الأصل (PDF) في 2018-04-22.

فصول من كتب
- Carmichael، Cameron. A review of English language Monographs on the genus Lilium 1873–2006. ص. 35–46., in Boisset (2007)
- Cox، Paul Alan (2003). Introduction. ص. xv–xxv. ISBN:978-0-19-856934-3. مؤرشف من الأصل في 2020-05-07.{{استشهاد بكتاب}}:  صيانة الاستشهاد: ref duplicates default (link), in Linnaeus (2003)
- Elliott، Brent. The Lindley Library and John Lindley's library. ص. 175–190., in Stearn (1999)
- Elliott، Brent (2007) [1993]. A brief history of the RHS Lily Committee. ص. 28–35., in Boisset (2007)

### مقالات عن ستيرن
- Akeroyd، John (2006a). "William Thomas Stearn (1911–2001)". Annales Musei Goulandris ع. 11: 9–16. مؤرشف من الأصل في 2020-05-07.
- "William T. Stearn, doyen of garden botanists". Country Life  [لغات أخرى]‏: 68. 24 أكتوبر 1996.{{استشهاد بدورية محكمة}}:  صيانة الاستشهاد: علامات ترقيم زائدة (link)
- "Professor William Stearn". ديلي تلغراف (obituary). 10 مايو 2001. مؤرشف من الأصل في 2018-06-19.
- "William T. Stearn". ذي تايمز (obituary). 11 مايو 2001.
- Barker، Nicolas (15 مايو 2001). "William Stearn". ذي إندبندنت (obituary). مؤرشف من الأصل في 2008-04-24. {{استشهاد بخبر}}: الوسيط |ref=harv غير صالح (مساعدة)
- Desmond، Ray (2002). "The Linnean Scholar" (PDF). الجمعية اللينيانية اللندنية. ج. 18: 41–43. مؤرشف من الأصل (PDF) في 2018-04-22.
- Elliott، Brent (2002). "W. T. Stearn: The Royal Horticultural Society Years (1930–1952)" (PDF). الجمعية اللينيانية اللندنية. ج. 18: 34–36. مؤرشف من الأصل (PDF) في 2018-04-22.
- Festing، Sally (10 أغسطس 1978). "Energy, perseverance and caution: Professor William Stearn, botanist extraordinary". نيو ساينتست. ج. 79 ع. 1115: 410–412. مؤرشف من الأصل في 2020-05-07.
- Heywood، Vernon (يونيو 2002). "William Thomas Stearn, CBE, VMH (1911–2001) – an appreciation". Archives of Natural History. ج. 29 ع. 2: NP–143. DOI:10.3366/anh.2002.29.2.NP.
- Humphries، Chris (2002). "William T. Stearn: The Museum Years (1952–1976)" (PDF). الجمعية اللينيانية اللندنية. ج. 18: 34–40. مؤرشف من الأصل (PDF) في 2018-04-22.
- Iltis، Hugh H. (يناير 2001). "William T. Stearn—Recipient of the 2000 Asa Gray Award". Systematic Botany. ج. 26 ع. 1: 1–4. DOI:10.1043/0363-6445-26.1.1 (غير نشط 15 مارس 2019). JSTOR:2666651.{{استشهاد بدورية محكمة}}:  صيانة الاستشهاد: وصلة دوي غير نشطة منذ 2019 (link)
- Manton، Irene (ديسمبر 1976). "The Linnean Gold Medal. Dr William Thomas Stearn, F.L.S". Biological Journal of the Linnean Society. ج. 8 ع. 4: 356–357. DOI:10.1111/j.1095-8312.1976.tb00254.x.
- Mathew، Brian (2002). "William Stearn – The Monographer" (PDF). الجمعية اللينيانية اللندنية. ج. 18: 32–34. مؤرشف من الأصل (PDF) في 2018-04-22.
- Moody، James (2002). "W. T. Stearn – 20th Century Renaissance Man and Friend" (PDF). الجمعية اللينيانية اللندنية. ج. 18: 44–45. مؤرشف من الأصل (PDF) في 2018-04-22.
- Prance، Ghillean T. (1 يناير 2001). "William Thomas Stearn (1911–2001)". Taxon. ج. 50 ع. 4: 1255–1276. JSTOR:1224755.
- قاموس أكسفورد للسير الوطنية (ط. أونلاين). دار نشر جامعة أكسفورد. {{استشهاد بموسوعة}}: الوسيط |title= غير موجود أو فارغ (مساعدة) (يتطلب وجود اشتراك أو عضوية في المكتبة العامة في المملكة المتحدة)
- Robson، N. K. B. (2001). "William Thomas Stearn" (PDF). Watsonia (obituary). ج. 24: 123–124. مؤرشف من الأصل (PDF) في 2019-08-02.
- Walters، S. M. (أغسطس 1992a). "A bouquet for the complete naturalist: a celebration of the 80th birthday of W. T. Stearn". مجلة الجمعية اللينيانية النباتية  [لغات أخرى]‏. ج. 109 ع. 4: 435–436. DOI:10.1111/j.1095-8339.1992.tb01441.x.{{استشهاد بدورية محكمة}}:  صيانة الاستشهاد: علامات ترقيم زائدة (link)
- Walters، S. M. (أغسطس 1992b). "W. T. Stearn: the complete naturalist". مجلة الجمعية اللينيانية النباتية  [لغات أخرى]‏. ج. 109 ع. 4: 437–442. DOI:10.1111/j.1095-8339.1992.tb01442.x.{{استشهاد بدورية محكمة}}:  صيانة الاستشهاد: علامات ترقيم زائدة (link)
- Walters، S. Max (6 يونيو 2001). "William Stearn". الغارديان (obituary). مؤرشف من الأصل في 2018-06-18. {{استشهاد بخبر}}: الوسيط |ref=harv غير صالح (مساعدة)
- "Stearn, William Thomas (1911–2001)". JSTOR:000008088. {{استشهاد بدورية محكمة}}: الاستشهاد بدورية محكمة يطلب |دورية محكمة= (مساعدة)

### ببليوجرافيا ستيرن
- The Linnean Society (ديسمبر 1976). "Publications by William T. Stearn on bibliographical, botanical and horticultural subjects, 1929–1976; a chronological list". Biological Journal of the Linnean Society. ج. 8 ع. 4: 299–318. DOI:10.1111/j.1095-8312.1976.tb00252.x.
- The Linnean Society (أغسطس 1992). "Publications by William T. Stearn on bibliographical, botanical and horticultural subjects, 1977–1991; a chronological list". مجلة الجمعية اللينيانية النباتية  [لغات أخرى]‏. ج. 109 ع. 4: 443–451. DOI:10.1111/j.1095-8339.1992.tb01443.x.{{استشهاد بدورية محكمة}}:  صيانة الاستشهاد: علامات ترقيم زائدة (link)
- Nelson، E. Charles؛ Desmond، Ray (يونيو 2002). "Bibliography of William Thomas Stearn (1911–2001)". Archives of Natural History. ج. 29 ع. 2: 144–170. DOI:10.3366/anh.2002.29.2.144.
- Stafleu، Frans A.؛ Cowan، Richard S. (1985). "Stearn, William Thomas". Taxonomic literature: a selective guide to botanical publications and collections with dates, commentaries and types (ط. 2nd). Utrecht: Bohn, Scheltema & Holkema. ج. Volume 5. Sal–Ste. ص. 850–853. ISBN:9789031302246. {{استشهاد بكتاب}}: |المجلد= يحوي نصًّا زائدًا (مساعدة)
- Google Books. "William Thomas Stearn". مؤرشف من الأصل في 2020-05-07. اطلع عليه بتاريخ 2016-12-12. {{استشهاد ويب}}: |الأخير= باسم عام (مساعدة)

### أعماله التي تم الاستشهاد بها
أبحاث
- Stearn، William T. (17 أغسطس 1929). "A new disease of Campanula pusilla (Peronospora corollae)". Gardening Illustrated. ج. 51: 565.
- Stearn، William T. (1930). "A new Allium from China (A. farreri, sp. nov.)". Journal of Botany  [لغات أخرى]‏. ج. 68: 342–343.{{استشهاد بدورية محكمة}}:  صيانة الاستشهاد: علامات ترقيم زائدة (link)
- Stearn، W. T. (1933). "Rosa farreri, Stapf. Farrer's "Threepenny-bit Rose"". Gardeners' Chronicle, Series 3. ج. 94: 237–238.
- Stearn، William T. (15 فبراير 1937). "On the dates of publication of Webb and Berthelot's "Histoire Naturelle des Îles Canaries"". Journal of the Society for the Bibliography of Natural History. ج. 1 ع. 2: 49–63. DOI:10.3366/jsbnh.1937.1.2.49.
- Stearn، William Thomas (نوفمبر 1938). "Epimedium and Vancouveria (Berberidaceae), a monograph". مجلة الجمعية اللينيانية النباتية  [لغات أخرى]‏. ج. 51 ع. 340: 409–535. DOI:10.1111/j.1095-8339.1937.tb01914.x.{{استشهاد بدورية محكمة}}:  صيانة الاستشهاد: علامات ترقيم زائدة (link)
- Stearn، William Thomas (28 فبراير 1939). "Ventenat's "Description des Plantes... de J. M. Cels," "Jardin de la Malmaison" and "Choix des Plantes"". Journal of the Society for the Bibliography of Natural History. ج. 1 ع. 7: 199–201. DOI:10.3366/jsbnh.1939.1.7.199.
- Stearn، W. T. (1944). "Notes on the genus Allium in the Old World; its distribution, names, literature, classification and garden-worthy species". Herbertia. ج. 11: 11–34.
- Stearn، William T. (نوفمبر 1952). "William Herbert's "Appendix" and "Amaryllidaceae"". Journal of the Society for the Bibliography of Natural History. ج. 2 ع. 9: 375–377. DOI:10.3366/jsbnh.1952.2.9.375.
- Stearn، William T. (1952b). "Proposed International Code of Nomenclature for Cultivated Plants. Historical Introduction". Journal of the Royal Horticultural Society. ج. 77: 157–173.
- Stearn، W. T. (7 سبتمبر 1952a). "International Code of Nomenclature for Cultivated Plants" (Address given by the Secretary of the International Committee on Horticultural Nomenclature and Registration at the opening meeting). Bromeliad Society International. مؤرشف من الأصل في 2016-04-18. اطلع عليه بتاريخ 2017-01-02. {{استشهاد ويب}}: الوسيط |ref=harv غير صالح (مساعدة)
- Stearn، William T. (يوليو–أغسطس 1955). "E. A. Bowles (1885–1954), the man and his garden". Journal of the Royal Horticultural Society. ج. 80: 317–326, 366–376.
- Stearn، W. T. (1955a). "Allium cyathophorum var. farreri". Curtis's Botanical Magazine. 170 (new series): tab. 252.
- Stearn، William T. (أبريل 1959). "A Botanist's random impressions of Jamaica". الجمعية اللينيانية اللندنية. ج. 170 ع. 2: 134–147. DOI:10.1111/j.1095-8312.1959.tb00839.x.
- Stearn، William T. (ديسمبر 1958). "Botanical exploration to the time of Linnaeus". الجمعية اللينيانية اللندنية. ج. 169 ع. 3: 173–196. DOI:10.1111/j.1095-8312.1958.tb01472.x.
- Stearn، W. T. (1 يناير 1959). "The Background of Linnaeus's Contributions to the Nomenclature and Methods of Systematic Biology". Systematic Zoology. ج. 8 ع. 1: 4–22. DOI:10.2307/2411603. JSTOR:2411603.
- Stearn، W. T. (ديسمبر 1960). "Mrs. Agnes Arber: Botanist and Philosopher, 1879–1960". Taxon (Reprint of obituary in The Times 24 March 1960). ج. 9 ع. 9: 261–263. JSTOR:1217828.
- Stearn، William T. (1960a). "Franz Bauer and Ferdinand Bauer, masters of botanical illustration". Endeavour (First Series). ج. 19: 27–35.
- Stearn، William T. (1 يناير 1962). "The Influence of Leyden on Botany in the Seventeenth and Eighteenth Centuries". The British Journal for the History of Science. ج. 1 ع. 2: 137–158. DOI:10.1017/s0007087400001321. JSTOR:4025129.
- Stearn، William T. (1965). "The Origin and Later Development of Cultivated Plants". Journal of the Royal Horticultural Society. ج. 90: 279–291, 322–341.
- Stearn، William (15 أكتوبر 1965a). "The five brethren of the rose: An old botanical riddle" (PDF). Huntia. ج. 2: 180–184. مؤرشف من الأصل (PDF) في 2019-08-04.
- Stearn، William T. (1 يناير 1967). "Sibthorp, Smith, the 'Flora Graeca' and the 'Florae Graecae Prodromus'". Taxon. ج. 16 ع. 3: 168–178. DOI:10.2307/1216982. JSTOR:1216982.
- Stearn، William T. (1969). "The Jamaican species of Columnea and Alloplectus (Gesneriaceae)". Bulletin of the British Museum (Natural History), Botany. ج. 4 ع. 5: 179–236. مؤرشف من الأصل في 2018-09-25.
- Stearn، William T. (ديسمبر 1976). "From Theophrastus and Dioscorides to Sibthorp and Smith: the background and origin of the Flora Graeca". Biological Journal of the Linnean Society. ج. 8 ع. 4: 285–298. DOI:10.1111/j.1095-8312.1976.tb00251.x.
- Stearn، William (أغسطس 1977). "The Earliest European Acquaintance with Tropical Vegetation". Gardens' Bulletin, Singapore. ج. 29: 13–18. مؤرشف من الأصل في 2018-10-11.
- Stearn، W. T. (1978). "European species of Allium and allied genera of Alliaceae; a synonymic enumeration". Annales Musei Goulandris. ج. 4: 83–198.
- Stearn، W. T. (1981a). "The genus Allium in the Balkan Peninsula". Botanischer Jahrbücher. ج. 102: 201–203.
- Stearn، William T. (1986). "Historical Survey of the Naming of Cultivated Plants". Acta Horticulturae. ج. 182 ع. 182: 18–28. DOI:10.17660/ActaHortic.1986.182.1.
- Stearn, William T. (1 May 1986a). "The Wilkins Lecture, 1985: John Wilkins, John Ray and Carl Linnaeus". Notes and Records of the Royal Society (بالإنجليزية). 40 (2): 101–123. DOI:10.1098/rsnr.1986.0007. ISSN:0035-9149. Archived from the original on 2018-06-02.
- Stearn، William T. (1989a). "List of publications of John S. L. Gilmour". Plant Systematics and Evolution. ج. 167 ع. 1–2: 109–112. DOI:10.1007/BF00936553.
- Stearn، W. T. (أكتوبر 2007) [1986]. "Society for the Bibliography of Natural History, later the Society for the History of Natural History, 1936–1985. A quinquagenary record". Archives of Natural History. ج. 34 ع. 2: 379–396 (sup. 1–15). DOI:10.3366/anh.2007.34.2.379.

كتب
- Stearn، William T. (2002) [Cassell: 1972]. Stearn's dictionary of plant names for gardeners: a handbook on the origin and meaning of the botanical names of some cultivated plants. Portland, Oregon: Timber Press. ISBN:978-0-88192-556-2. مؤرشف من الأصل في 2013-12-29.
- Stearn، William T. (1990). Flower artists of Kew: botanical paintings by contemporary artists. London: Herbert Press in association with the Royal Botanic Gardens, Kew. ISBN:978-1-871569-16-2. مؤرشف من الأصل في 2020-05-07.

فصول في كتب
- Stearn، W. T. A bibliography of the books and contributions to periodicals written by Reginald Farrer, with obituaries etc. ص. 99–113., in Cox (1930)
- Stearn، W. T. Botanical gardens and botanical literature in the eighteenth century. ص. xli–cxl., in Hunt et al. (1958–1961) vol. 2
- Stearn، W. T. Berberidaceae. ص. 244–245., in Tutin et al. (1964–1980) vol. 1
- Stearn، W. T. Vinca. Lycium. ص. 69, 193–194., in Tutin et al. (1964–1980) vol. 3
- Stearn، W. T. The principles of botanical nomenclature, their basis and history. ص. 86–101., in Green (1973)
- Stearn، W. T. (1980). Allium. Nectaroscordum. Nothoscordum. ص. 49–70. ISBN:978-0-521-20108-7. مؤرشف من الأصل في 2020-05-07.{{استشهاد بكتاب}}:  صيانة الاستشهاد: ref duplicates default (link), in Tutin et al. (1964–1980) vol. 5
- Stearn، W. T. (1989). Nandina, Ranzania, Epimedium, Vancouveria, Jeffersonia, Caulophyllum, Gymnospermium, Bongardia, Diphylleia, Podophyllum (Berberidaceae). ص. 370–371, 389–396. ISBN:978-0-521-76151-2. مؤرشف من الأصل في 2020-05-07.{{استشهاد بكتاب}}:  صيانة الاستشهاد: ref duplicates default (link), in Cullen et al. (2011) vol. 3 (vol. 2: pp. 390, 410ff in 2nd. ed.)[ب]
- Stearn، W. T. Alliaceae; Amaryllidaceae. ص. 75–87., in Noltie (1994)
- Stearn، W. T. (1995). Paeonia. ص. 17–23. ISBN:978-0-521-76151-2. مؤرشف من الأصل في 2020-05-07.{{استشهاد بكتاب}}:  صيانة الاستشهاد: ref duplicates default (link), in Cullen et al. (2011) vol. 4 (vol. 2: pp. 444ff in 2nd. ed.)
- Stearn، W. T. The life, times and achievements of John Lindley, 1799–1865. ص. 15–72., in Stearn (1999)

### أعمال مشتركة ومحررة
كتب وأبحاث
- Baumann، Hellmut (1993) [1986]. Die griechische Pflanzenwelt in Mythos, Kunst und Literatur [The Greek Plant World in Myth, Art, and Literature]. trans. William Thomas Stearn, Eldwyth Ruth Stearn. Portland, Oregon: Timber Press. مؤرشف من الأصل في 2020-02-26.
- Blatter، Ethelbert؛ Millard، Walter Samuel (1954) [1937]. Some Beautiful Indian Trees (ط. 2nd). Bombay Natural History Society. ISBN:978-0-19-562162-4. مؤرشف من الأصل في 2020-05-07.
- Blunt، Wilfred؛ Stearn، William (1973). Captain Cook's Florilegium: A Selection of Engravings from the Drawings of Plants Collected by Joseph Banks and Daniel Solander on Captain Cook's First Voyage to the Islands of the Pacific. London: Lion and Unicorn Press. ISBN:978-0-902490-12-3. مؤرشف من الأصل في 2018-10-14. (see Banks' Florilegium)
- Blunt، Wilfrid (2001). Linnaeus: the complete naturalist. Introduction by William T. Stearn. Princeton, New Jersey: Princeton University Press. ISBN:978-0-691-09636-0. مؤرشف من الأصل في 2020-05-07.
- Bowles، E. A.؛ Stearn، W. T. (1947). "The History of Anemone japonica". Journal of the Royal Horticultural Society. ج. 72: 261–268, 297–308.
- Desmond، Ray (1994) [1977]. Dictionary of British and Irish botanists and horticulturalists: including plant collectors, flower painters and garden designers (ط. 2nd). London: Taylor & Francis. ISBN:978-0-85066-843-8. مؤرشف من الأصل في 2020-05-07.
- Gage، Andrew Thomas؛ Stearn، William Thomas (1988) [1938]. A bicentenary history of the Linnean Society of London (ط. Revised). London: Academic Press. ISBN:978-0-12-273150-1. مؤرشف من الأصل في 2020-05-07.
- Gilmour، John؛ Stearn، W. T. (1932). "Schedae ad Herbarium Florae Cantabrigiensis. Decades I—II Schedae ad Sertum Cantabrigiense Exsiccatum Decades I—II" (PDF). Journal of Botany  [لغات أخرى]‏. 70 sup.: 1–29. مؤرشف من الأصل (PDF) في 2019-08-01.{{استشهاد بدورية محكمة}}:  صيانة الاستشهاد: علامات ترقيم زائدة (link)
- Goodwin، G. H.؛ Stearn، W. T.؛ Townsend، A. C. (يناير 1962). "A catalogue of papers concerning the dates of publication of natural history books. Fourth supplement". Journal of the Society for the Bibliography of Natural History. ج. 4 ع. 1: 1–19. DOI:10.3366/jsbnh.1962.4.1.1.
- Goulimis، Constantine؛ Stearn، William T. (1968). Wild Flowers of Greece. Illustrated by Niki Goulandris. Athens: Goulandris Natural History Museum.
- Hara، Hiroshi؛ Stearn، William Thomas؛ Williams، L. H. J. (1978–1982). An enumeration of the flowering plants of Nepal. 3 vols. London: متحف التاريخ الطبيعي في لندن. ISBN:978-0-565-00777-5. مؤرشف من الأصل في 2020-05-07.
- Linnaeus، Carl (1753). Stearn، William T. (المحرر). Species plantarum 2 vols (ط. نسخة طبق الأصل 1957–1959). London: Ray Society. مؤرشف من الأصل في 2020-05-07. (see أنواع النباتات (كتاب))
- Linnaeus، Carl (1754). "Notes on Linnaeus's Genera plantarum, pp. v–xxiv". في Stearn، William T. (المحرر). Genera plantarum. Historiae naturalis classica (ط. 5th نسخة طبق الأصل 1960). Weinheim: J. Cramer. (see Genera plantarum)
- Linnaeus، Carl (1767–1771). "Introductory notes, pp. v–xxiv". في Stearn، William T. (المحرر). Mantissa plantarum. Historiae naturalis classica (ط. نسخة طبق الأصل 1961). Weinheim: J. Cramer. (see Mantissa plantarum  [لغات أخرى]‏)
- Raven، J. E. (1990). "Plants and plant lore in ancient Greece, with an introduction by William T. Stearn". Annales Musei Goulandris. ج. 8: 129–180.
- Raven، J.E. (2000). Stearn، W.T. (المحرر). Plants and plant lore in ancient Greece. Oxford: Leopard's Press. ISBN:978-0-904920-40-6. مؤرشف من الأصل في 2020-05-07.
- Sitwell، Sacheverell (1990) [1956 London: Collins]. Synge (المحرر). Great flower books, 1700–1900: a bibliographical record of two centuries of finely-illustrated flower books (ط. New). London: Witherby. ISBN:978-0-85493-202-3. مؤرشف من الأصل في 2020-05-07.[ج]
  - Reviews: Review: Massachusetts Horticultural Society
- Stearn، المحرر (1953). International Code of Nomenclature for Cultivated Plants formulated and adopted by the International Botanical Congress Committee for the Nomenclature of Cultivated Plants and the International Committee on Horticultural Nomenclature and Registration at the Thirteenth International Horticultural Congress, London, September 1952. London: الجمعية الملكية للبستنة.
- Stearn، المحرر (1973a). "Ray, Dillenius, Linnaeus and the Synopsis methodica Stirpium Britannicarum". John Ray, Synopsis Methodica Stirpum Britannicarum. Third edition 1724. Carl Linnaeus, Flora Anglica. 1754 & 1759. Ray Society. ص. 1–90. ISBN:978-0-903874-00-7.
- Stearn، William T. (1976). The Australian flower paintings of Ferdinand Bauer. Introduction by Wilfrid Blunt  [لغات أخرى]‏. London: Basilisk Press. ISBN:978-0-905013-01-5. مؤرشف من الأصل في 2020-05-07.{{استشهاد بكتاب}}:  صيانة الاستشهاد: علامات ترقيم زائدة (link) (see فرديناند باور)
  - Green، P. S. (1977). "A Selection of Australian Flower Paintings by Ferdinand Bauer" (PDF). Journal of the Adelaide Botanic Garden (Review). ج. 1 ع. 2: 145–149. مؤرشف من الأصل (PDF) في 2019-04-15.
- Stearn، William T.؛ Bridson، Gavin (1978). Carl Linnaeus (1707–1778): a bicentenary guide to the career and achievements of Linnaeus and the collections of the Linnean society. London: الجمعية اللينيانية اللندنية. ISBN:978-0-9506207-0-1. مؤرشف من الأصل في 2020-05-07.
- Stearn، W. T.؛ Davis، P. H. (1984). Peonies of Greece: A Taxonomic and Historical Survey of the Genus Paeonia in Greece. Athens: Goulandris Natural History Museum. ISBN:978-0-565-00975-5.
- Stearn، W. T. "Biographical and bibliographical introduction to John Raven's lectures on Greek plants": 130–138. {{استشهاد بدورية محكمة}}: الاستشهاد بدورية محكمة يطلب |دورية محكمة= (مساعدة), in Raven (1990)
- Stearn، William T.؛ Brickell، Christopher (1987). An English florilegium: flowers, trees, shrubs, fruits, herbs, the Tradescant legacy. Watercolour paintings by Mary Grierson. London: Thames and Hudson. ISBN:978-0-500-23486-0.
- Stearn، William T.؛ Roach، Frederick A. (1989). Hooker's finest fruits: a selection of paintings of fruits by William Hooker (1779–1832). New York City: Prentice Hall Press. ISBN:978-0-13-394545-4. (see William Hooker)
- Stewart، Joyce؛ Stearn، William T. (1993). The orchid paintings of Franz Bauer. London: Herbert, in association with the Natural History Museum. ISBN:978-1-871569-58-2. مؤرشف من الأصل في 2020-05-07.
- Woodcock، Hubert Bayley Drysdale؛ Stearn، William Thomas (1950). Lilies of the World: Their Cultivation & Classification. Country Life  [لغات أخرى]‏. مؤرشف من الأصل في 2020-05-07.{{استشهاد بكتاب}}:  صيانة الاستشهاد: علامات ترقيم زائدة (link)

فصول في كتب
- Stearn، W. T.؛ Campbell، E. (2011). Allium. ص. 231–246. ISBN:978-0-521-76147-5. مؤرشف من الأصل في 2020-05-07., in Cullen et al. (2011) vol. 2 (vol. 1: pp. 133–146 in 2nd. ed.)
- ZStearn، W. T.؛ Landström، T. Ornithogalum. ص. 686–694., in Strid & Tan (1991)

### مواقع إلكترونية
- BSA (2017). "Botanical Society of America". مؤرشف من الأصل في 2019-06-20. اطلع عليه بتاريخ 2017-01-11. {{استشهاد ويب}}: الوسيط |ref=harv غير صالح (مساعدة)
- BSBI (أبريل 2016). "Botanical Society of Britain & Ireland". مؤرشف من الأصل في 2020-04-23. اطلع عليه بتاريخ 2016-12-02.{{استشهاد ويب}}:  صيانة الاستشهاد: ref duplicates default (link)
- "Cambridge 2000". 2016. مؤرشف من الأصل في 2019-10-21. اطلع عليه بتاريخ 2017-01-04.
- "Cambridge University Herbarium". Department of Plant Sciences, Cambridge University. مؤرشف من الأصل في 2019-01-02. اطلع عليه بتاريخ 2016-12-15.
- CUP (2017). "A Brief History of the Press". Cambridge University Press. مؤرشف من الأصل في 2020-04-04. {{استشهاد ويب}}: الوسيط |ref=harv غير صالح (مساعدة)
- Geograph (2011). "Geograph Britain and Ireland". Geograph Project Limited. مؤرشف من الأصل في 2020-05-05. اطلع عليه بتاريخ 2017-02-07. {{استشهاد ويب}}: الوسيط |ref=harv غير صالح (مساعدة)
- GMNH. "The Museum". Goulandris Museum of Natural History. مؤرشف من الأصل في 2019-12-16. اطلع عليه بتاريخ 2016-12-28.
- IAPT (2016). "International Association for Plant Taxonomy". مؤرشف من الأصل في 2018-06-23. اطلع عليه بتاريخ 2017-02-07. {{استشهاد ويب}}: الوسيط |ref=harv غير صالح (مساعدة)
- Linnean Society (2016). "The Linnean Society of London". مؤرشف من الأصل في 2020-05-03. اطلع عليه بتاريخ 2016-12-14.
- Ray Society. "Home Page". Ray Society. مؤرشف من الأصل في 2019-10-19. اطلع عليه بتاريخ 2017-01-12.
- RBMS (12 سبتمبر 2013). "Sitwell, S. Great flower books, 1700–1900". Standard Citation Forms for Rare Materials Cataloging. American Library Association. مؤرشف من الأصل في 2018-06-18. اطلع عليه بتاريخ 2016-11-30.
- RHS (2016). "Royal Horticultural Society". مؤرشف من الأصل في 2020-05-04. اطلع عليه بتاريخ 2016-12-01. {{استشهاد ويب}}: الوسيط |ref=harv غير صالح (مساعدة)
- SHNH. "Society for the History of Natural History". مؤرشف من الأصل في 2019-10-17. اطلع عليه بتاريخ 2016-12-05.
- TPL (2013). "The Plant List Version 1.1". حدائق النباتات الملكية and حديقة ميسوري النباتية  [لغات أخرى]‏. مؤرشف من الأصل في 2020-05-06. اطلع عليه بتاريخ 2015-07-07. {{استشهاد ويب}}: الوسيط |ref=harv غير صالح (مساعدة)صيانة الاستشهاد: علامات ترقيم زائدة (link)
- WCLSPF. "World Checklist of Selected Plant Families". حدائق النباتات الملكية. مؤرشف من الأصل في 2008-05-17. اطلع عليه بتاريخ 2015-08-08.

### صور
- "Cambridge University Botany School 1904". حديقة جامعة كامبريدج النباتية (Photograph). مؤرشف من الأصل في 2016-03-24. اطلع عليه بتاريخ 2016-12-14.
- "Milton Road Junior School, Cambridge" (Photograph). Cambridge 2000. 7 يونيو 2000. مؤرشف من الأصل في 2019-10-27. اطلع عليه بتاريخ 2017-01-04.
- "William Stearn 1950" (Photograph). جامعة كارنيغي ميلون. مؤرشف من الأصل في 2022-03-28. اطلع عليه بتاريخ 2017-01-04.
- "Stearn's house at 17 High Park Road, Kew Gardens (with Blue Door)" (Photograph). جوجل ستريت فيو. أغسطس 2014. مؤرشف من الأصل في 2018-02-26. اطلع عليه بتاريخ 2018-02-25.
- "Front matter Woodcock and Coutt's Lilies 1935". Abe Books (Image). مؤرشف من الأصل في 2020-05-07. اطلع عليه بتاريخ 2017-03-26.

## هوامش
1. ↑  Index by W. T. Stearn, pp. 213–222[Bibliography 1]
2. ↑  Written for first edition of European Garden Flora in 1989, reprinted posthumously in second edition in 2011
3. ↑  Notes on the flowers represented in the plates, by P. M. Synge, The romance of the flower book, by S. Sitwell, The illustrators of the great flower books, by W. Blunt  [لغات أخرى]‏, An introduction to the bibliography, by P. M. Synge, The bibliography, by وليام ستيرن, Sabine Wilson, and Handasyde Buchanan, with a foreword by S. Dillon Ripley[Bibliography 2]

## روابط خارجية
1. ↑  The Linnean Society 1976
2. ↑  RBMS 2016